# Příhraniční naučná hornická stezka
Příhraniční naučná hornická stezka je čtyřicet kilometrů dlouhá česko-německá naučná stezka hornické historie ve východní části Krušných hor. Spojuje sedmdesát míst (především muzea, pomníky, prohlídkové štoly, umělá jezírka a příkopy, haldy a turisticky atraktivní místa) spojených s dějinami osídlení krajiny a hornictví. Naučná stezka návštěvníky seznamuje s dějinami kdysi nejvýznamnějšího revíru těžby cínu ve střední Evropě. Její trasa vede z Krupky přes Geising, Altenberg Zinnwald a Cínovec zpět do Krupky.

## Zeměpisná poloha
Naučná stezka se nachází asi 45 km jižně od Drážďan ve vrcholové části východních Krušných hor. Probíhá v blízkosti české hranice a vede z Krupky přes Horní Krupku, Komáří hůrku, Fojtovice do Fürstenau. Z Fürstenau vede stezka dále přes Löwenhain, Geising, Altenberg do obce Zinnwald. Přes starý hraniční přechod na B 170 se přes Přední Cínovec vrací opět do Krupky. Naučná stezka tedy protíná pramennou oblast řeky Weiße Müglitz (Bílá Mohelnice).

## Jednotlivá místa trasy

### Krupka

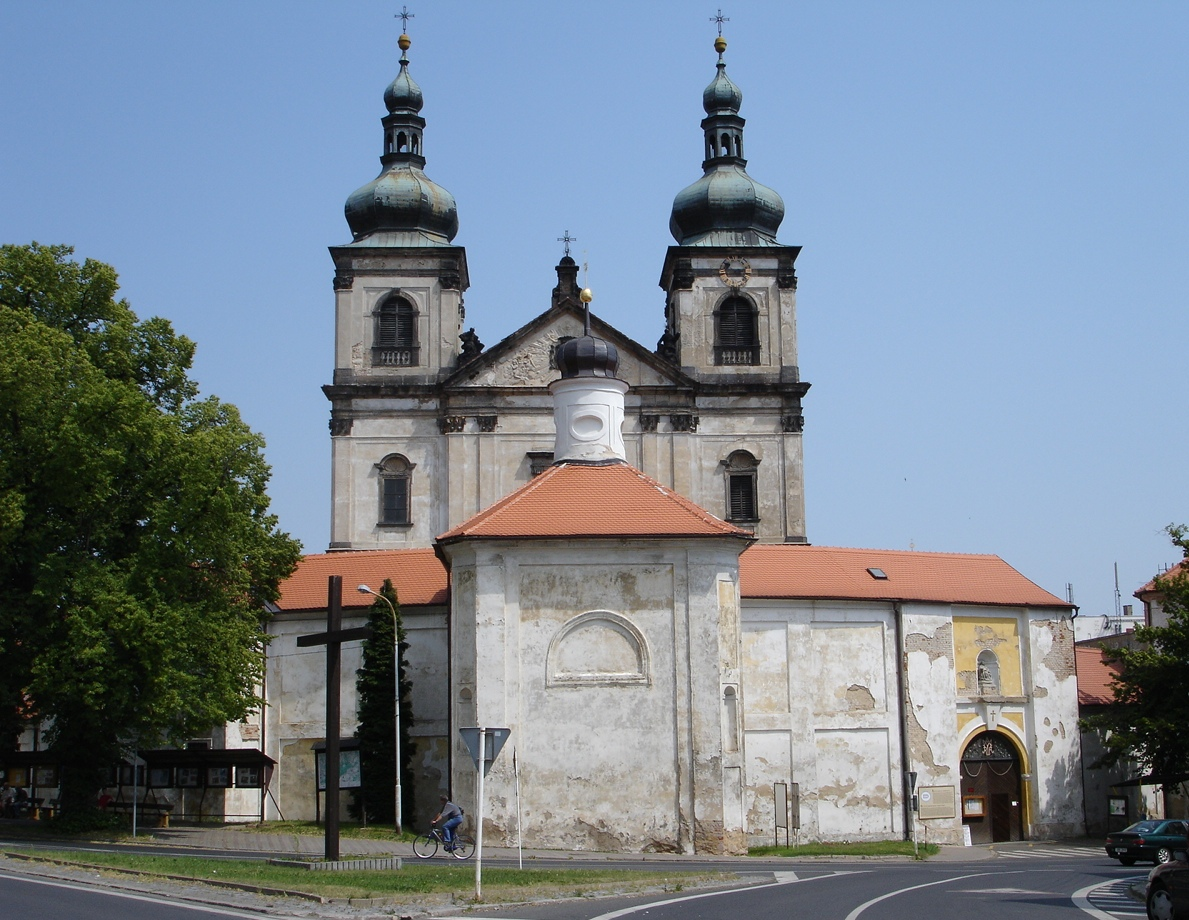
Poutní kostel Bohosudov

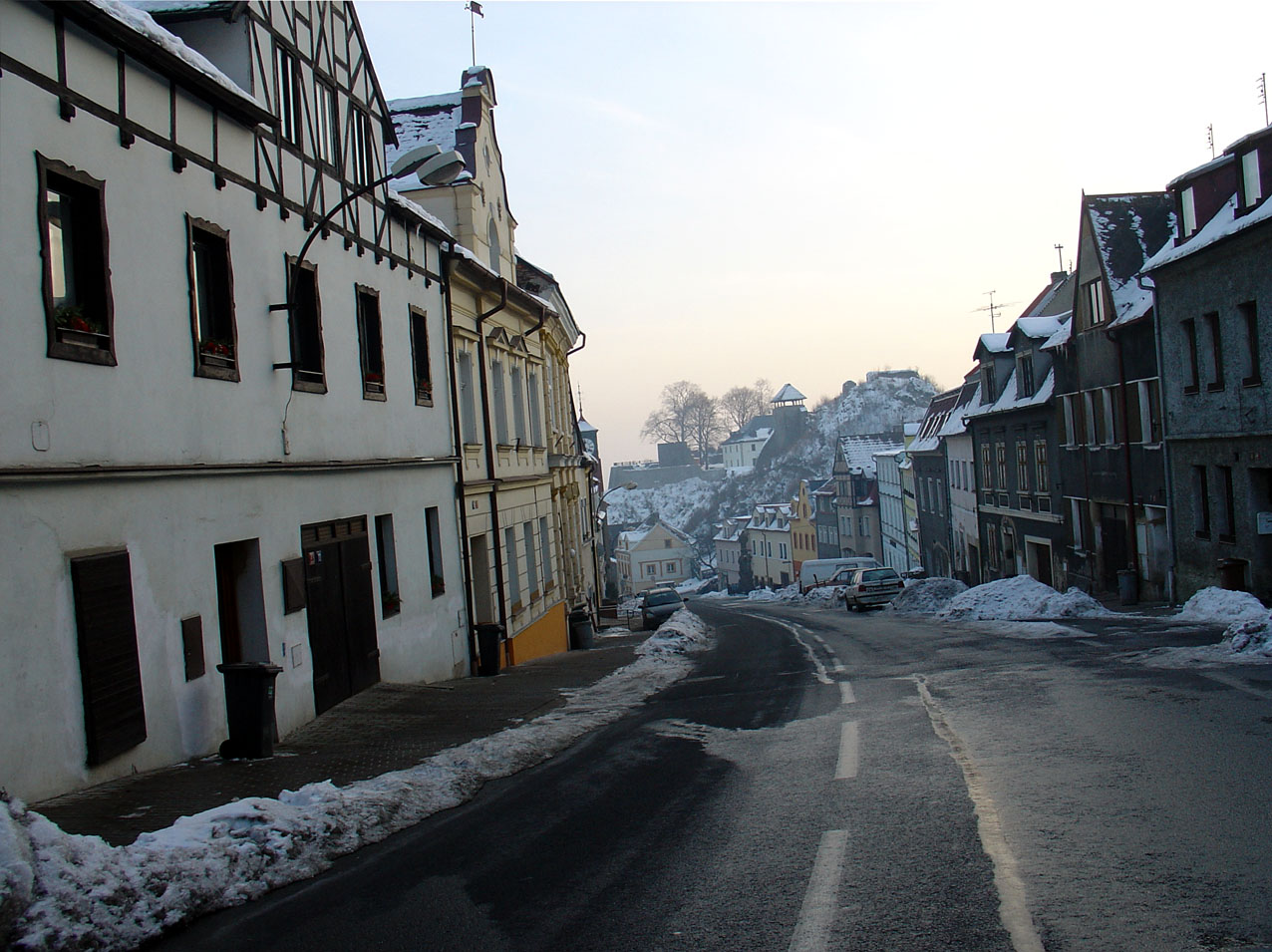
Pohled na hrad Krupka

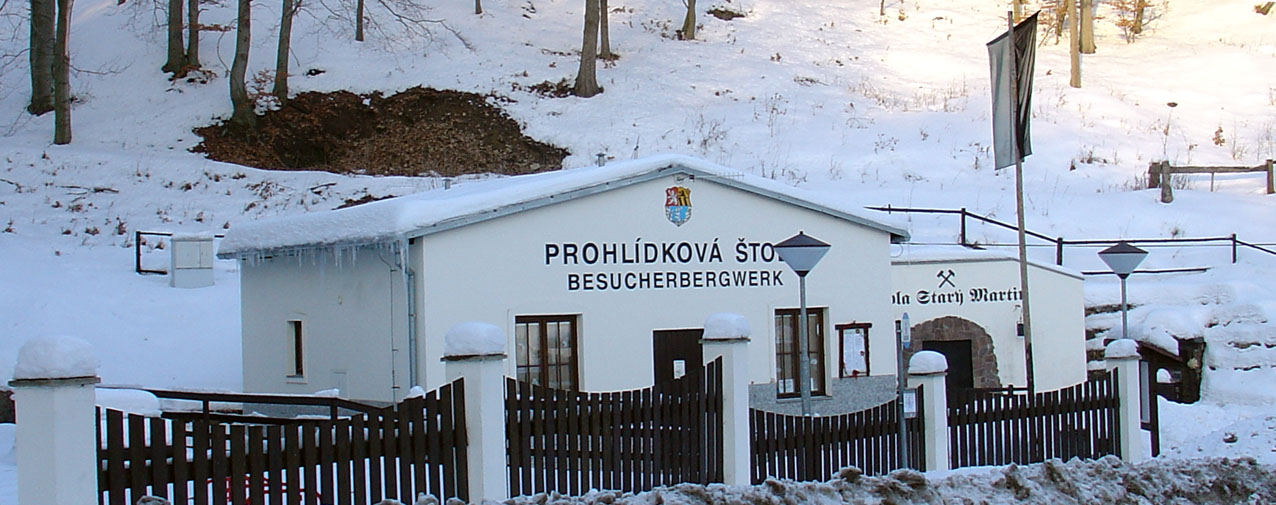
Prohlídková štola "Starý Martin"

- 01 – Sedačková lanovka na Komáří hůrku je nejdelší sedačková lanovka bez mezistanice v České republice. V době vybudování byla dokonce nejdelší sedačkovou lanovkou ve střední Evropě. Lanovka byla postavena v letech 1950 až 1952 ve švýcarské licenci, je dlouhá 2348 m.
- 02 – Kalvárie je skalnatý vrch nad obcí Bohosudov. Vzhledem k tradici procesí do poutního místa Bohosudov zde byla v polovině 18. století postavena barokní kaple. Uvnitř se od roku 1761 nachází umělecky ztvárněná postava Krista.
- 03 – Poutní kostel Bolestné Matky Boží v Bohosudově má svým vznikem vztah možná již k husitské bitvě u Ústí v roce 1426. Dnešní barokní stavba vznikla přestavbou, kterou provedli stavitelé Giulio Broggio a Octavio Broggio. Patří k nejpozoruhodnějším sakrálním stavbám v České republice.
- 04 – Hřbitovní kostel sv. Anny byl postaven v roce 1516 v jednoduchém slohu za velkého přispění měšťanů Krupky. Do jeho vnitřní výbavy patří mj. vzácné vyobrazení Martina Luthera ze 16. století.
- 05 – Špitální kostel (Svatého Ducha) byl kdysi spojen s městským špitálem. Je poprvé zmiňován roku 1454 jako již existující. Po požáru (1538) byl přestavěn v letech 1556-1642.
- 06 – Hrad Krupka býval strategicky důležitým hradem, chránícím důlní díla, město a starou obchodní cestu do Saska. Byl pravděpodobně vystavěn kolem roku 1300. První písemná zmínka o již existujícím hradě je v lenní smlouvě z roku 1330. Za husitských válek byl roku 1429 hrad pobořen a poté mezi léty 1434 a 1440 znovu postaven. V letech 1471-82 došlo k pozdně gotické přestavbě. Za třicetileté války došlo k dalšímu zničení. Na nádvoří hradu bylo v letech 1695-97 postavena budova horního úřadu. V tu dobu však již byl hrad opuštěný a rozpadlý.
- 07 – Městský kostel Nanebevstoupení Panny Marie je farním kostelem města Krupky. Pochází z druhé poloviny 14. století. V roce 1429 za husitské války byl zničen a v letech 1430 až 1440 zase obnoven. Po požáru města (1479) byl v letech 1479–1488 již po druhé v krátké době přestavěn v pozdně gotickém slohu a později pak barokizován.
- 08 –Svolávací zvonice, samostatně stojící věž s kamennou spodní stavbou a šindelovou střechou, je jednou z mála zachovalých hornických svolávacích zvonic v Evropě. Byla postavena počátkem 15. století. Dnešní podobu získala kolem roku 1600. Zvonem z této věže se horníkům oznamoval začátek směny a konec směny.
- 09 – Historické náměstí města Krupky má protáhlý tvar. Památkově chráněný soubor staveb vznikl ve středověku rozšířením původní Koldicovy ulice. Samo město Krupka bylo založeno kolem roku 1230 jako hornické sídliště, stalo se v roce 1300 svobodným horním městem a roku 1547 královským svobodným horním městem.
- 10 – Muzeum v Krupce bylo založeno v roce 1919 místním muzejním spolkem a původně sídlilo v budově bývalé školy. Dnes jsou jeho sbírky (mj. k dějinám hornictví a přírodovědné) umístěny v měšťanském domě z doby renesance.
- 11 – Štoly prohlídkového dolu Starý Martin patřily v dobách svého provozování k nejdůležitějším štolám krupského revíru. Tvořily přístup k severozápadní části žíly Lukáš. Délkou zhruba dva kilometry byla tato žíla nejdelší cínovou žílou v Čechách.
- 12 – Hornická osada Horní Krupka , ležící pod Komáří hůrkou, byla založena roku 1370. Horníci je založili při svém postupu údolím do vyšších poloh hor při hledání dalších míst pro dobývání cínu.
- 13 – Kaple sv. Wolfganga se nachází asi 300 metrů západně od vrcholu Komáří hůrky ve výši 774 metrů. Původní kaple, pocházející z roku 1360, byla zasvěcena svatému Wolfgangovi, patronu horníků. Za třicetileté války byla zničena a v letech 1692-1700 znovu postavena v barokním slohu.

### Komáří hůrka

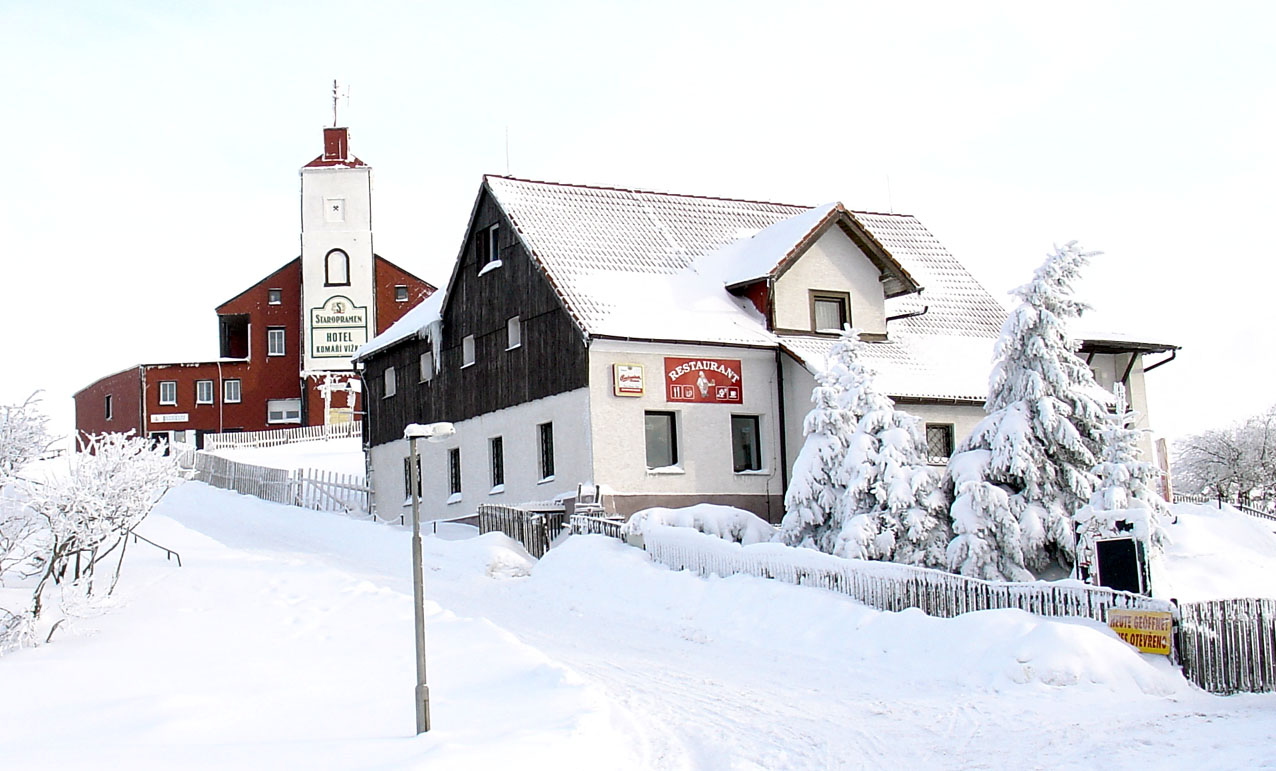
Komáří hůrka se dvěma hostinci

- 14 – Komáří hůrka (807 m n. m.) je jedním z nejvyšších vrcholů východních Krušných hor na české straně. Na přelomu 12. a 13. století byla oblast kolem Krupky jedním z nejdůležitějších revírů těžby cínu v Evropě. Hledání dalších nalezišť cínu přivedlo horníky ve 14. století na hřeben Krušných hor ke Komáří hůrce. O dolování na Komáří hůrce se listiny poprvé zmiňují v roce 1416.

### Fürstenau

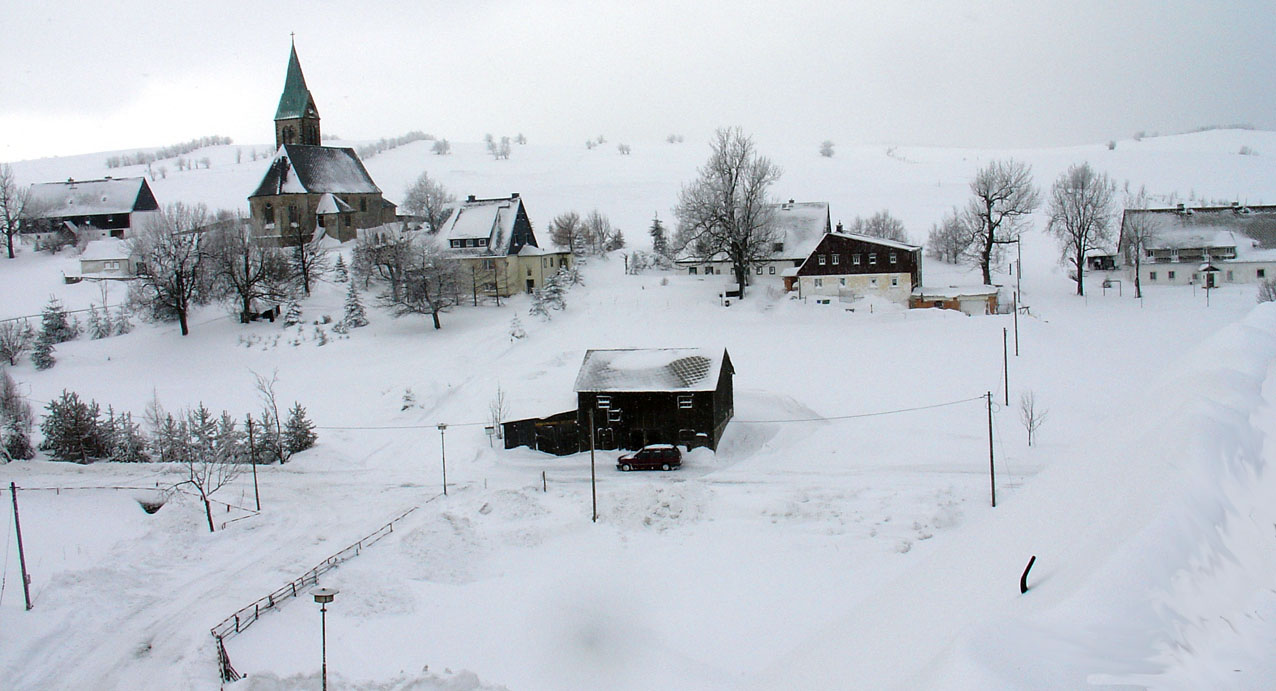
Střed obce a kostel v zimě

- 15 –Sídelní oblast Fürstenau vznikla patrně v době prvního mýcení pralesů ve Zdaleka viditelný kostel se špičatou věží vznikl v letech 1885-1887 jako novostavba nahrazující zchátralý starý kostel pocházející asi ze 14. století.
- 16 – Stříbrná štola vznikla v naději na nalezení rud stříbra, mědi a olova v 17. století. Byla několikrát krátkodobě provozována, avšak vždy bez úspěchu. Nejstarší písemný doklad o tomto horním díle pochází z roku 1687.

### Geising
K založení hornické osady Geising došlo ve 14. století. V roce 1375 se zmiňuje těžní jáma železné rudy, v roce 1449 pak kovárna. Těžba přímo v místě byla méně významná než v sousedním Altenbergu a Zinnwaldu. Avšak zpracování rudy vytěžené ve zmíněných dvou nalezištích probíhalo v geisinské huti, protože jak Altenberg, tak Zinnwald postrádaly potřebnou vodu pro mokré drtiče a rudná prádla. Hornické činnosti byly v Geisingu ukončeny v 19. století. Postavení dráhy v údolí Müglitz přineslo městu po roce 1890 nový impuls vývoje v podobě turistiky. Dnes je městské centrum Geisingu jakožto historické dobře zachované hornické sídlo pod památkovou ochranou.

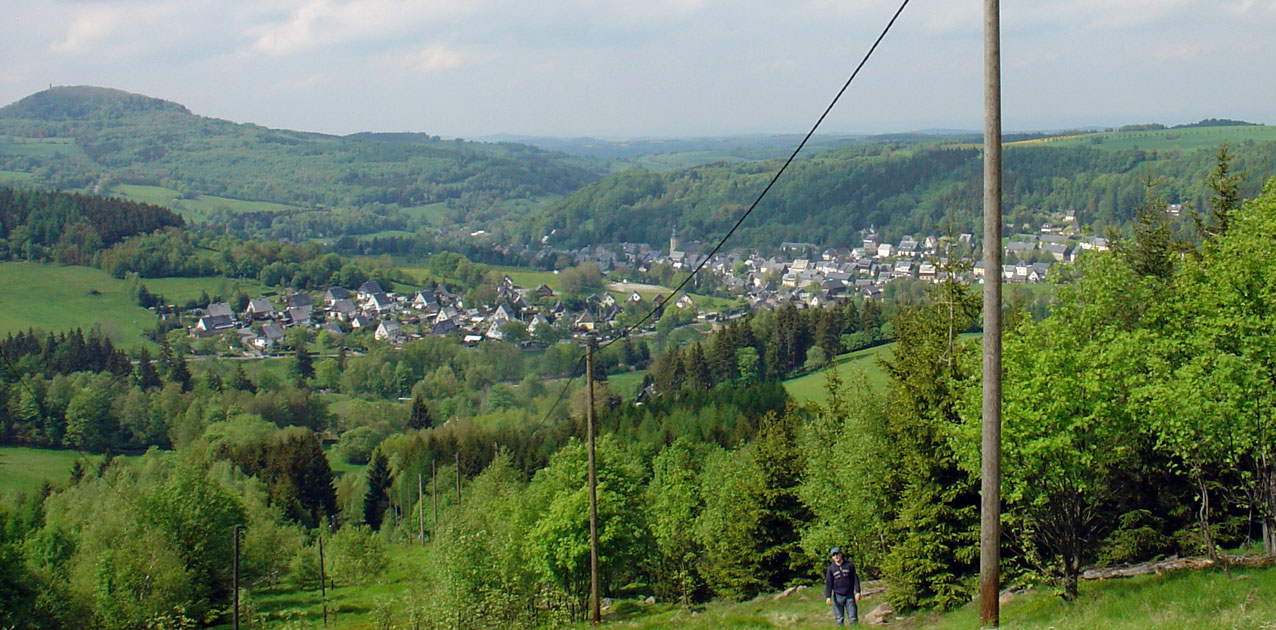
Pohled z Kohlhaukuppe

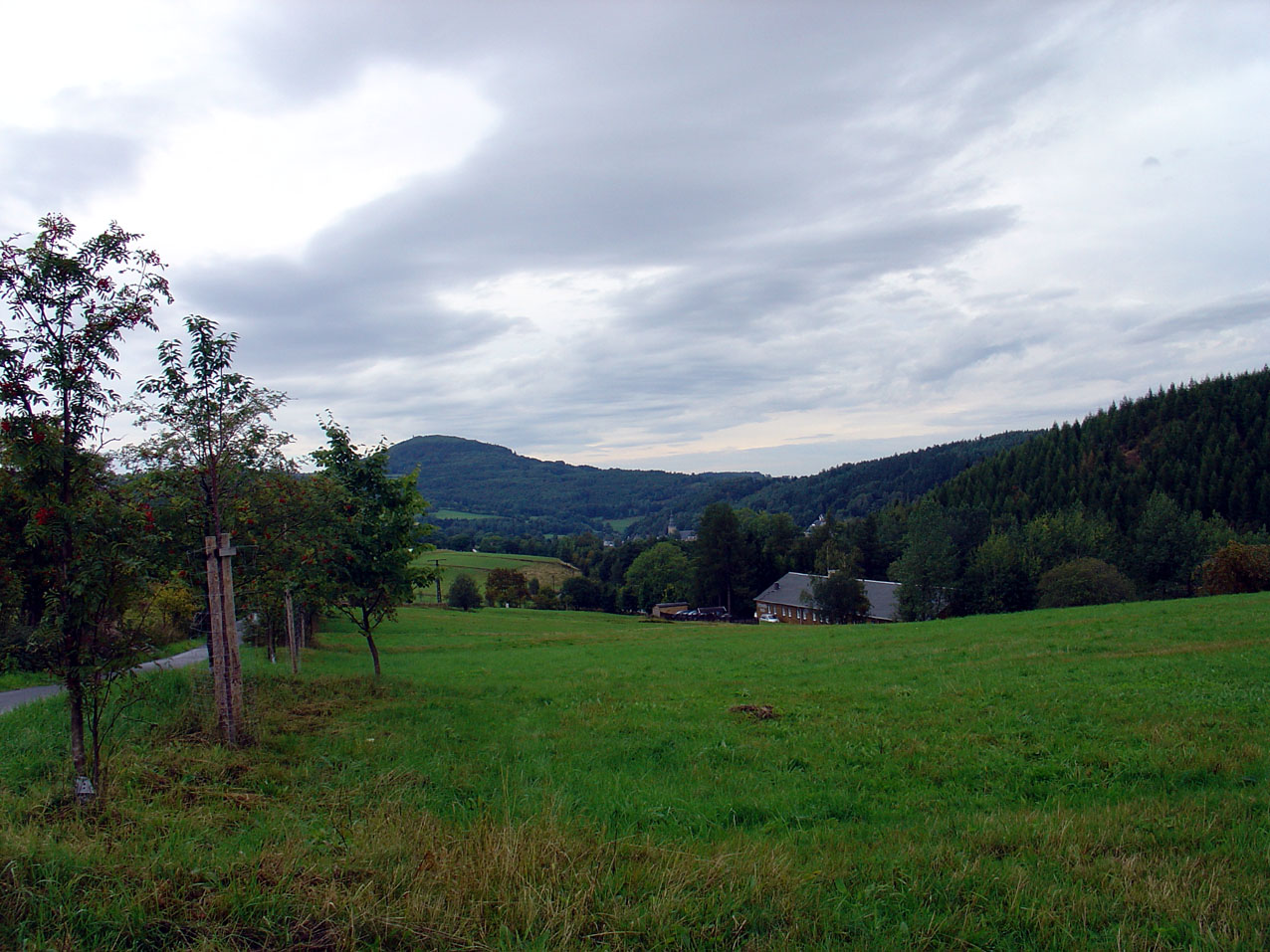
Hüttenteichbaude a Geisingberg

- 17 – Rybník Hüttenteich: Rybník Hüttenteich byl vybudován v letech 1755-1757 zahrazením potoka Hüttenbach. Sloužil jako rezervoár vody pro pohánění vodních kol v prádlech rudy, mokrých drtičích a tavírnách v Geisingu. Po zastavení hornické činnosti sloužil k pohonu v pilách a jiných dřevozpracujících závodech. V roce 1951 byla na tomto místě vybudována přírodní ledová dráha pro rychlobruslařské závody. Dnes je tento areál využíván jako přírodní koupaliště a středisko volného času.
- 18 – Zimní stadion: Zimní stadion měl svého předchůdce od roku 1950 v podobě přírodní ledové dráhy. Byl první svého druhu v Krušných horách a nachází se vedle bývalého skokanského můstku a nově postavené sportovní haly. Stadion byl v 90. letech modernizován a zastřešen. V zimě zde slouží umělá ledová plocha a v létě jako dráha pro kolečkové bruslaře. Vedle toho se zde pořádají všechny koncerty v Geisingu.
- 19 – Evangelický kostel: Základní kámen pozdně gotického kostela byl položen v roce 1484 a kostel byl vysvěcen v roce 1513 opatem kláštera Altzella. Kostel později již svojí velikostí nestačil a proto byl v letech 1689-94 nahrazen novostavbou. Jeho interiér byl vyzdoben krušnohorským cínem a k vnitřnímu vybavení mj. patří cenný oltář s hornickými lampami.
- 20 – Radniční sklípek (Ratskeller): Dům na bývalém Novém náměstí byl postaven po roce 1700 pozdějším starostou Grundigem přestavbou dvou rozpadlých domů. Po Grundigově smrti (1729) se stal majitelem Rudolf von Bünau. Ten dům používal od roku 1736 pro sídlo manského horního úřadu své vrchnosti Lauensteinů, který existoval již od roku 1475. Po zániku bünauského panství na Lauensteinu změnil také horní úřad v roce 1823 svého majitele, avšak zachoval si nadále svoji funkci. Teprve v roce 1851 byl s ústupem hornictví zrušen.
- 21 – Saitenmacherhaus: Saitenmacherhaus byl původně vystavěn již kolem roku 1480. Dnešní podobu získal přestavbou v roce 1686, při které vzniklo hrázděné horní patro a renesanční portál s výklenky. Na chodbě domu lze vidět důlní sklonoměr z roku 1692 a plastika zobrazující dva horníky. Zde kdysi bydlel vážený obchodník s cínem Wendisch. Mezi léty 1692 a 1902 sloužil dům jako slévárna cínu. Jméno domu je odvozeno od jména rodiny, která jej dlouhou dobu vlastnila.
- 22 - Radnice: Novostavba z roku 1910 nebyla na rozdíl od řady radnic v okolí vybudována v klasicistním stylu, nýbrž byla přizpůsobena charakteru města a jeho bohatému historickému stavebnímu fondu.
- 23 – Dědičná štola Zwitterstock-Tiefer: Tato štola, vyražená v letech 1491 a 1543 do hloubky až 133 m pod ústí altenberské jámy Römer v délce 1978 m, sloužila k odvodňování altenberských šachet. Byla zřízena na podnět kurfiřta Friedricha Moudrého. O financování se musela podělit města Freiberg, Drážďany a Lipsko, jakož i kláštery a kapituly Freiberg, Míšeň a Altzella. Štola se razila z obou stran současně. Jenže se stavitelé nesetkali ve stejné výšce, takže uvnitř hory vznikl vodopád vysoký 3 metry. Pamětní deska připomíná, že štolu v roce 1822 projel princ Friedrich August. Dědičná štola odvodňovala altenberské šachty do roku 1982.
- 24 – Smírčí kříž: Na západním okraji města stojí smírčí kříž zobrazující meč se zahnutým koncem. Pochází pravděpodobně z předreformační doby, nejspíše ze začátku 16. století.
- 25 – Dům Anno 1497: Dům Anno 1497 se považuje za nejstarší zachovaný dům v Geisingu. Svědčí o tom letopočet 1497, vytesaný do kamene nad vchodem. Podle ne zcela doložené tradice měl tento dům postavit jeden z příslušníků rodiny Kölbelů, majitelů dolů. Při přestavbě roku 1768 bylo ale podstatně změněno patro budovy. Dnes je v domě restaurace nesoucí jméno Anno 1497.
- 26 – Vodopád na potoce Tiefenbach: Po zintenzivnění těžby v poválečné době byla v roce 1953 v údolí potoka Tiefenbach založena velká halda na vyplavenou hlušinu. Přeložením koryta potoka kolem haldy vznikl umělý, 20 m vysoký impozantní vodopád, ke kterému se lze dostat po příkré stezce.

### Altenberg
V první polovině 15. století postupovali horníci z Krupky při hledání dalších nalezišť cínu od jihu stále dále do vyšších poloh východních Krušných hor. Při tom objevili mezi léty 1436 až 1440 altenberské naleziště, což vedlo brzo poté k založení tohoto hornického města. Po dobu 550 let určovalo dolování cínu vývoj této obce. Bádání ukázalo, že naleziště Altenberg představuje nejvýznamnější ložisko cínu v Evropě. Dolování zde bylo zastaveno teprve v roce 1991, kdy již se přestalo vyplácet. Od 15. století bylo vytěženo celkem 106 000 tun cínu (koncentrátu), z toho 39 000 tun jen mezi léty 1947 a 1991. Dlouholetá hornická činnost po sobě ve městě a jeho nejbližším okolí zanechala četné viditelné stopy, z nichž největší památkou je altenberská pinka (propadlina v důsledku hornické činnosti).
- 27 – Hornické muzeum Altenberg: Hornické muzeum tvoří bývalé IV. prádlo rudy, jehož kořeny sahají až do 16. století. Je to poslední zachované prádlo rudy z rozsáhlého systému původních úpravárenských zařízení, rozmístěných v údolí potoka Tiefenbach mezi Altenbergem a Geisingem. Muzeum bylo otevřeno v roce 1957. Představuje historické zpracovávání cínové rudy podle původních principů s nárazovým drtičem a mechanicky poháněnou prací stolicí. V roce 1971 bylo muzeum rozšířeno o prohlídkovou štolu. Ve štole Neubeschert-Glück-Stollen , vyražené v roce 1802, byla připojena pracoviště dokumentující techniku dobývání v uplynulých 500 letech. V roce 1994 bylo muzeum rozšířeno o volnou plochu, ukazující zejména hornickou výbavu z posledních 50 let těžby.

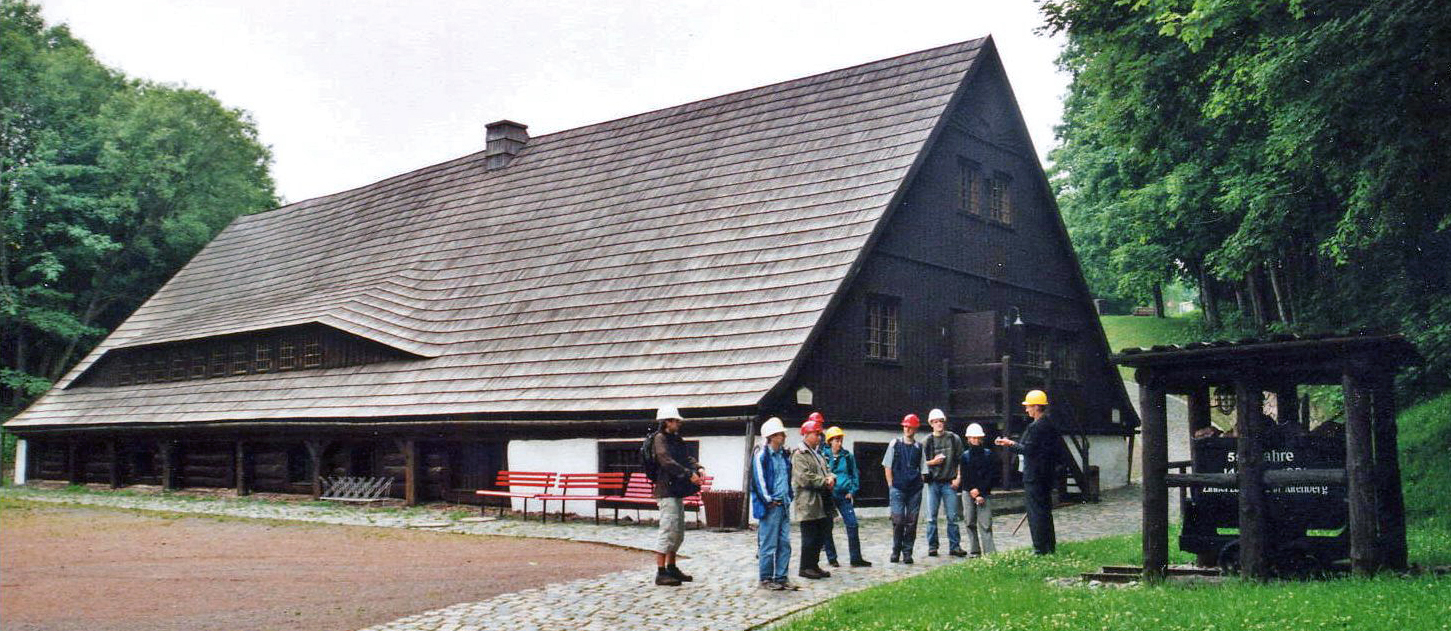
Hornické muzeum
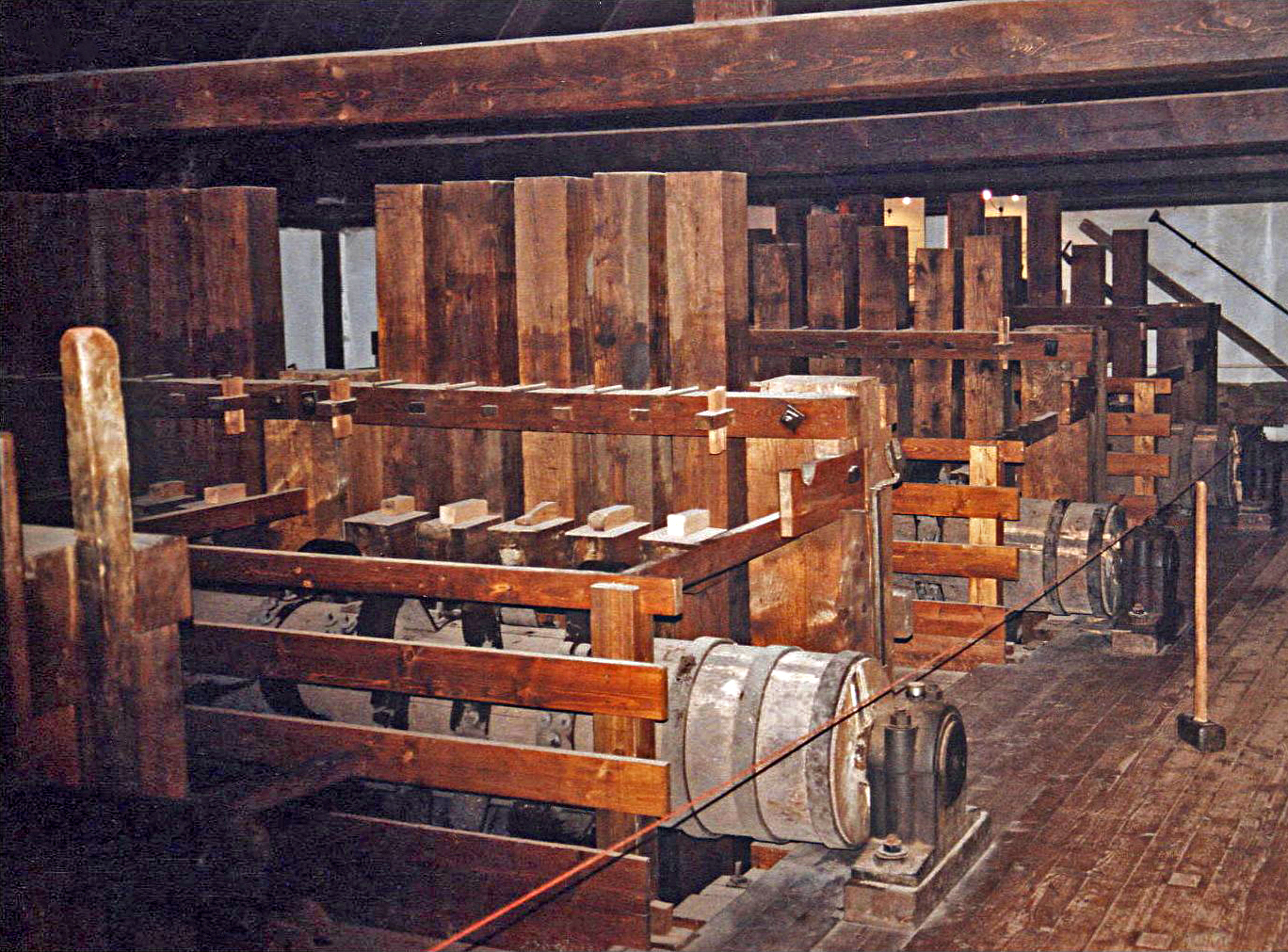
Nárazový drtič v hornickém muzeu
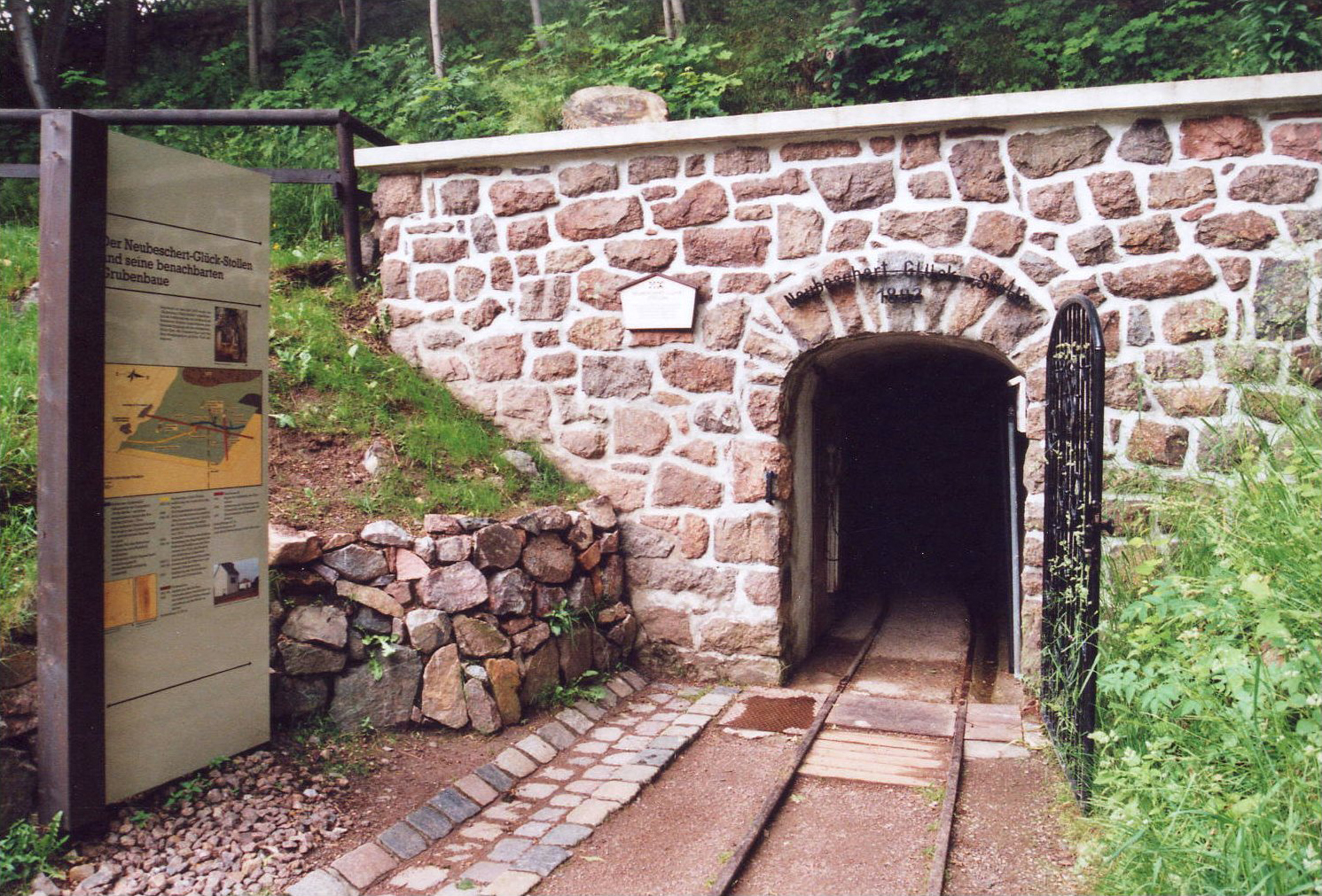
Vstup do štoly Neubeschert Glück
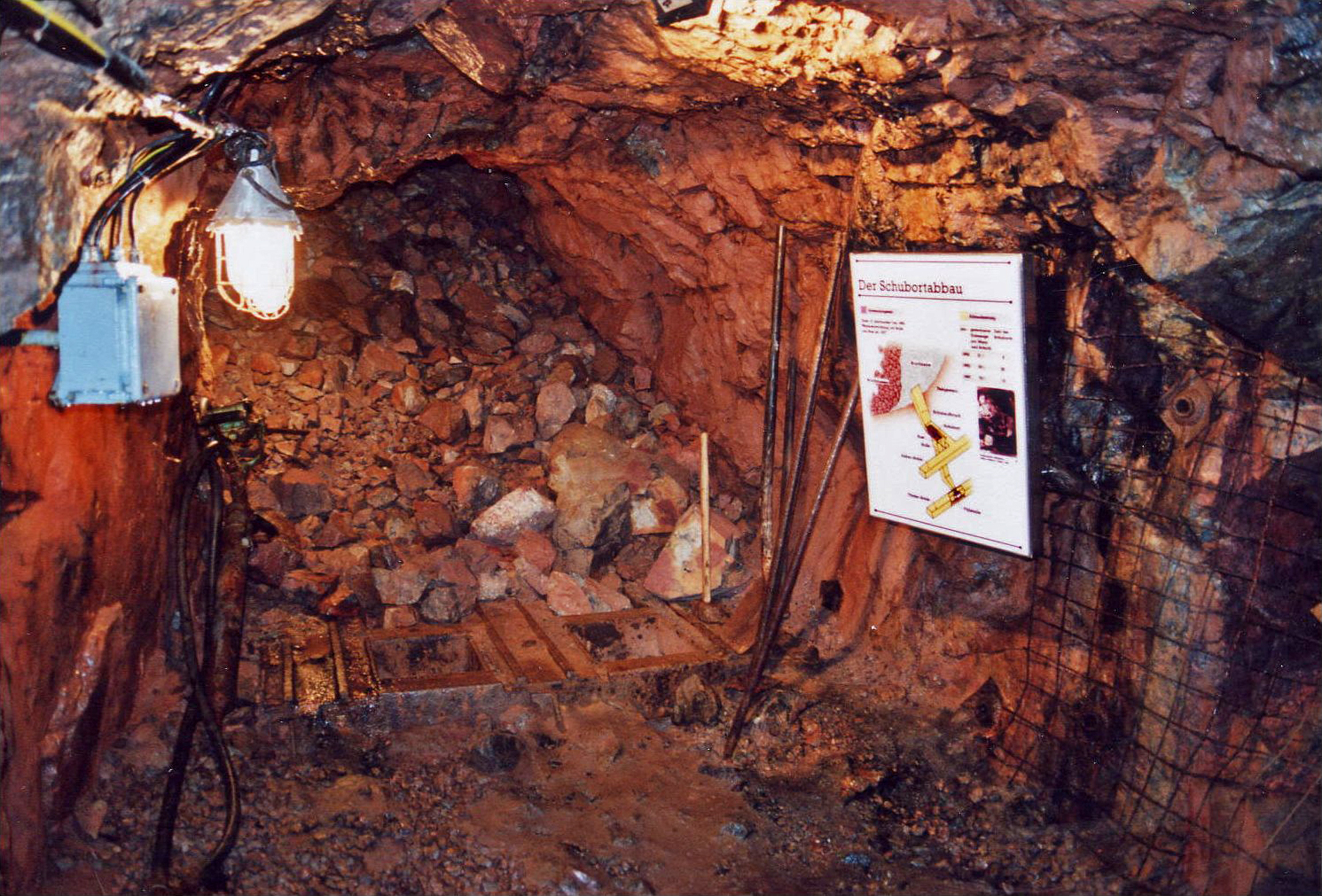
uvnitř štoly Neubeschert Glück

- 28 – Pomník hornictví: Podle pověsti měl v roce 1458 jistý uhlíř při čištění svého milíře objevit cínovou rudu. Nevědomky použil ve svém milíři kus rudonosné žíly. Žárem se z kamenů, které použil pro základ milíře, vytavil cín. Na památku čtyřsetletého výročí prvního nálezu rudy byl v roce 1858 postaven tento pomník. Dnes již víme, že dolování začalo již mezi roky 1436 a 1440. Pomník stál původně 200 m západně od dnešního stanoviště v lomové oblasti pinky. Byl proto přesunut na dnešní místo v hornickém muzeu.
- 29 – Větrací šachty: Obě větrací šachty, zastřešené budovou, Šibík 20 (od roku 1966) a Šibík 32 (od roku 1974), sloužily odvětrávání v posledním období těžby v Altenbergu. Pomocí nich byl důl zásobován čerstvým vzduchem a odváděny z dolu škodlivé látky jako je prach z horniny, zplodiny trhavin a ionizující záření, vznikající z radonu a produktů jeho rozpadu. V současné době (stav 10/2006) pracuje město Altenberg na projektu využít tohoto záření na radonové lázně. Obě budovy patří k několika málo zachovalým větracím budovám v Krušných horách.
- 30 – Prachárna: Prachárna se nachází nedaleko větrací šachty Šibík 20. Použití střelného prachu při vrtacích a trhacích pracích je v Altenbergu sice doloženo již roku 1668, kvůli vysokým nákladů se však tato metoda těžby prosazovala jen pomalu. Velká prachárna byla zřízena v roce 1793 v dostatečně velké vzdálenosti od města. Sloužila až do druhé poloviny 19. století k bezpečnému uložení střelného prachu.
- 31 – Hraniční kámen důlních revírů: Mezi pinkou a kopcem Geisingberg stojí kopie hraničního kamene důlních revírů postaveného v roce 1811. Vyznačuje hranici mezi důlními poli hornických podniků Gewerkschaft Rothe-Zeche-Fundgrube a Gewerkschaft Zwitterstocks tiefer Erbstolln. Byl postaven po vyřešení sporu mezi těmito dvěma podniky a odděloval od sebe jejich nárokovaná dobývací pole.
- 32 – Zwitterweg: Zwitterweg je bývalá vozová cesta, po které se dopravovala vytěžená ruda, pro kterou horníci používali též výraz Zwitter. Vedla od šachty Rothzechner Treibeschacht ke zpracování v prádle Rothzechner Pochwäsche poblíž Geisingu.
- 33 – Šachta Rothzechner Treibeschacht: V roce 1472 nalezli horníci rudu na poli zvaném Neufang východně od dnešní pinky. Zde na rozdíl od kompaktního dobývání se zde postupovalo převážně po rudných žílách. Šachta Rothzechner Treibeschacht byla vyhloubena po roce 1793 a byla do roku 1866 hlavní dobývací šachtou podniku Gewerkschaft Rothe-Zeche-Fundgrube. Poté sloužila jako úniková a větrací šachta. Dnešní vstupní budova byla postavena v roce 1954.

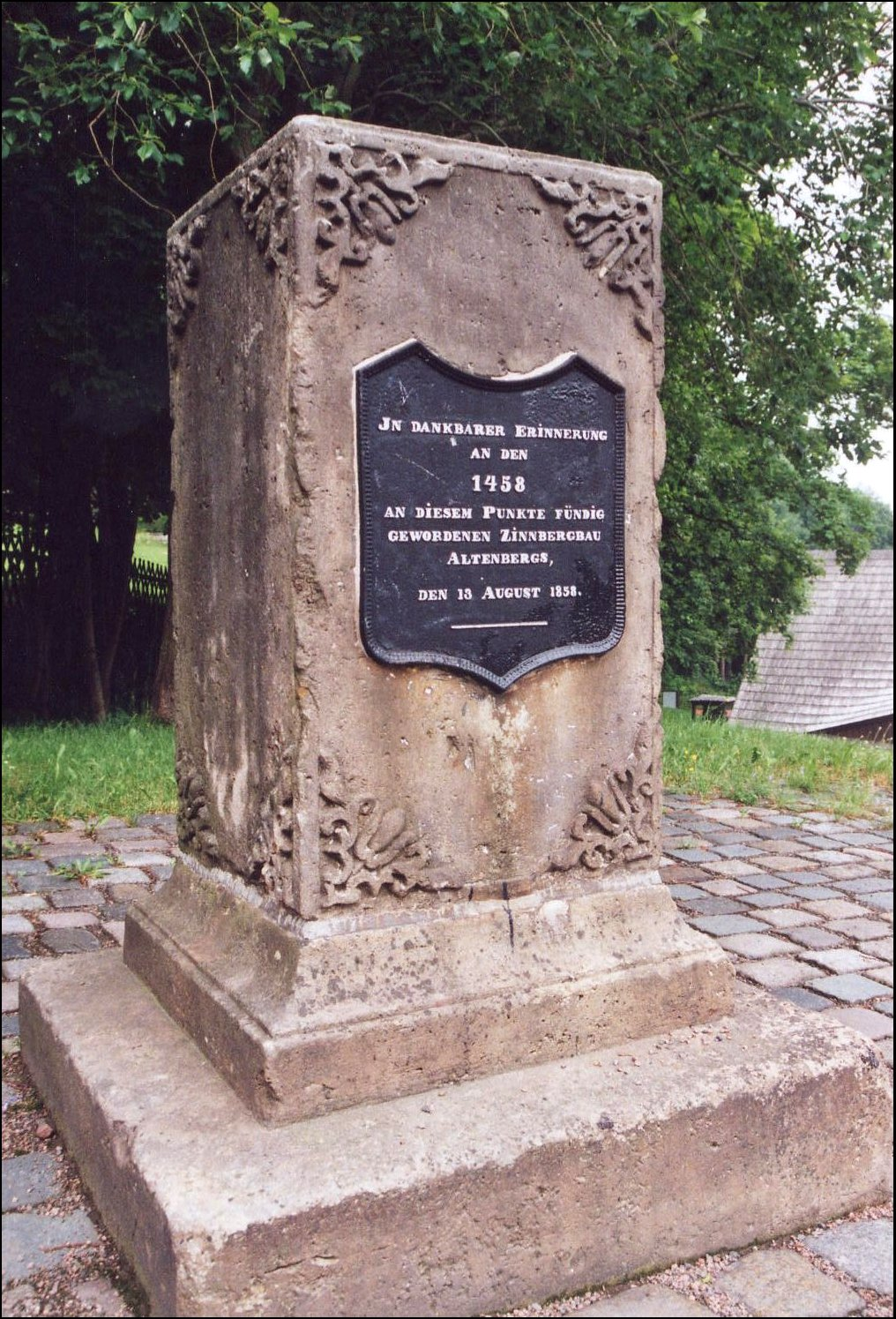
Památník hornictví
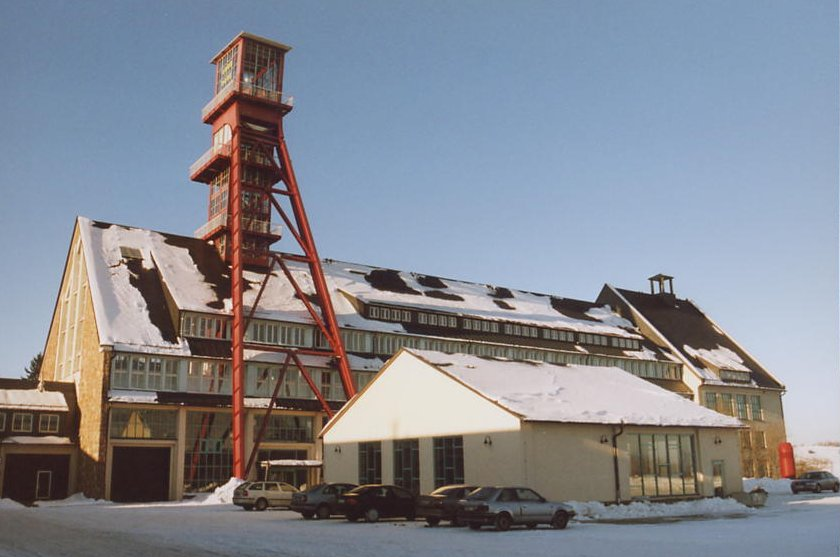
Šachta Arno-Lippmann
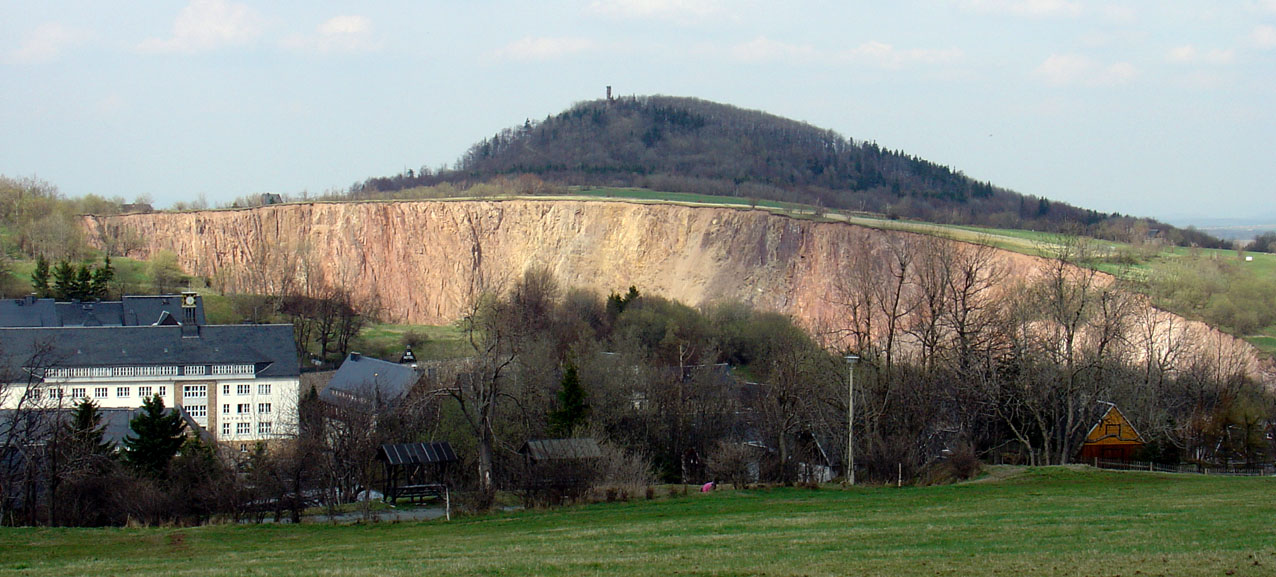
Pohled na pinku, v pozadí je Geisingberg
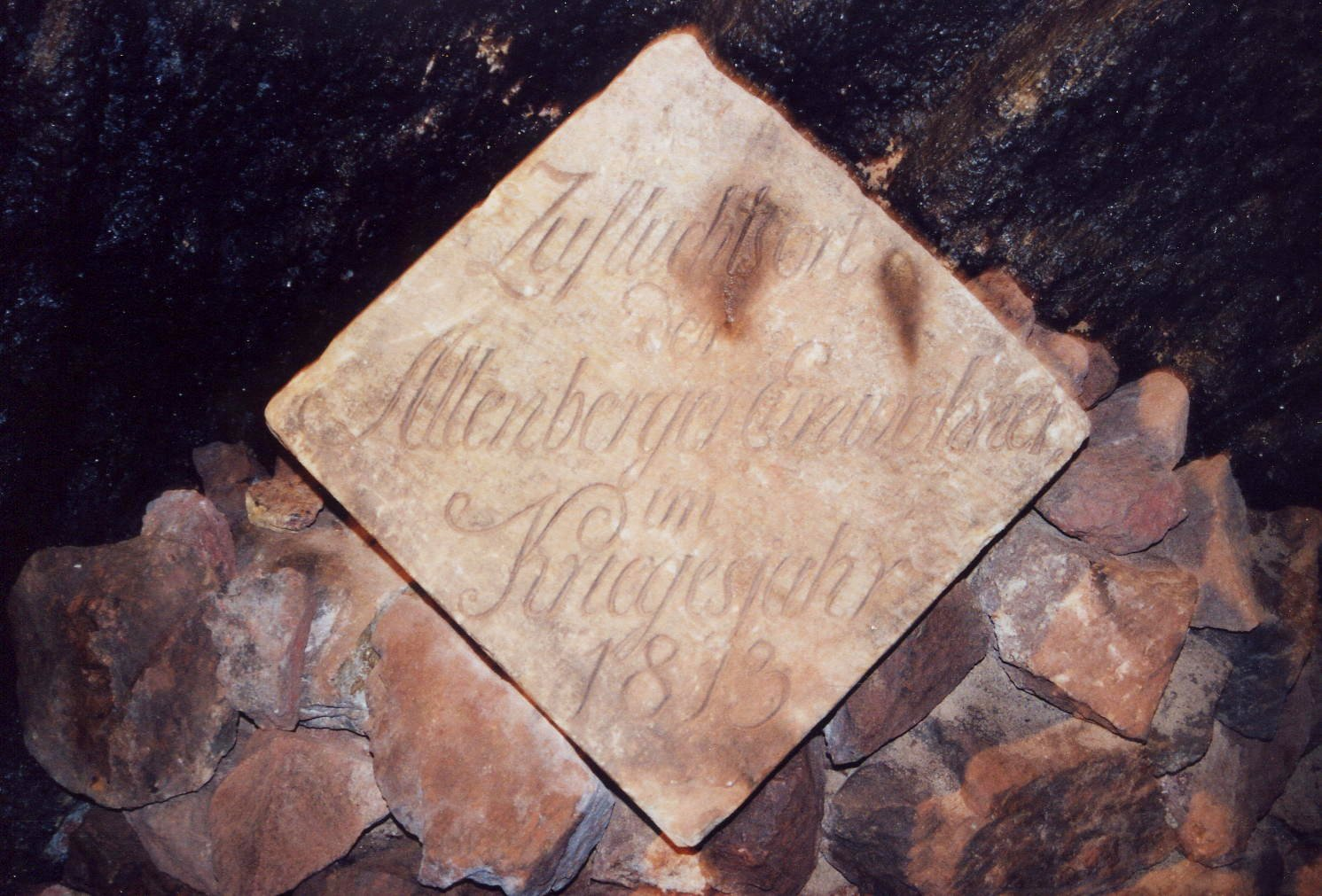
Upomínková tabule na válečný rok 1813

- 34 – Altenberská pinka: Většina cínové rudy v Altenbergu nepocházela z rudných žil, nýbrž byla rozptýlena v hornině. Proto horníci používali k těžbě metodu dobývání šířením pomocí ohně. Tím ale vznikalo silné poddolování, kde zbývající pilíře nemohly odolat tlaku nadloží. Od roku 1545 se začaly propadat první úseky a v terénu vznikaly první propadliny, kterým horníci říkají pinky. Do roku 1619 došlo k dalším případům zřícení, z nichž některé majitelé dolů sami vyvolávali. K největšímu propadnutí došlo v roce 1620. Bylo zničeno 36 těžních jam a vznikl kráter o rozloze 2 ha. V průběhu pokračující těžby pak již docházelo k řízeným následným propadům. Pinka dnes dosahuje plochy 12 ha při hloubce 150 m a průměru 450 m. Tato pinka patří k nejvýznamnějším geotopům Německa.
- 35 – Poledníkový kámen: Dnešní poledníkový kámen je kopií a představuje výchozí bod místní sítě souřadnic pro mapování altenberských těžebních polí. Jeho pomocí bylo možné stanovit odchylku střelky kompasu způsobenou stěhováním magnetického pólu. Tento kámen byl také referenčním bodem pro místní měření výšek.
- 36 – Dělová koule: Během ústupu spojeneckých ruských, pruských a rakouských vojsk po bitvě u Drážďan došlo poblíž Altenbergu ve dnech 29./30. srpna 1813 k těžkým bojům s postupujícím francouzským vojskem. Přitom bylo silně poničeno město a vyhozena do povětří prachárna (viz bod okruhu č. 30). Obyvatelé se mj. ukryli do dolů. Na upomínku na boje byla koule z houfnice zazděna do opěrné zdi.
- 37 – Hornická studna: Hornickou studnu zabudovali v letech 1941/42 do jedné z opěrných zdí francouzští váleční zajatci. Její reliéf znázorňuje tři horníky při práci v podzemí. Pod reliéfem lze vidět insignie altenberského hornictví.
- 38 – Centrum města Altenberg: Staré centrum města Altenberg bylo z větší části zničeno během posledních dní druhé světové války útoky sovětské armády. V důsledku leteckých útoků a požárů mezi 7.-10. květnem 1945 zbyly z více než 140 budov jen trosky. Obnova na počátku 50. let poskytla možnost vytvořit zcela nové jádro města. Nové obytné a správní budovy kolem centrálního Náměstí horníků (m.j. správní budova dolů, od roku 1994 radnice) kombinují modernu tehdejší doby s mnoha krušnohorskými nebo hornickými detaily.

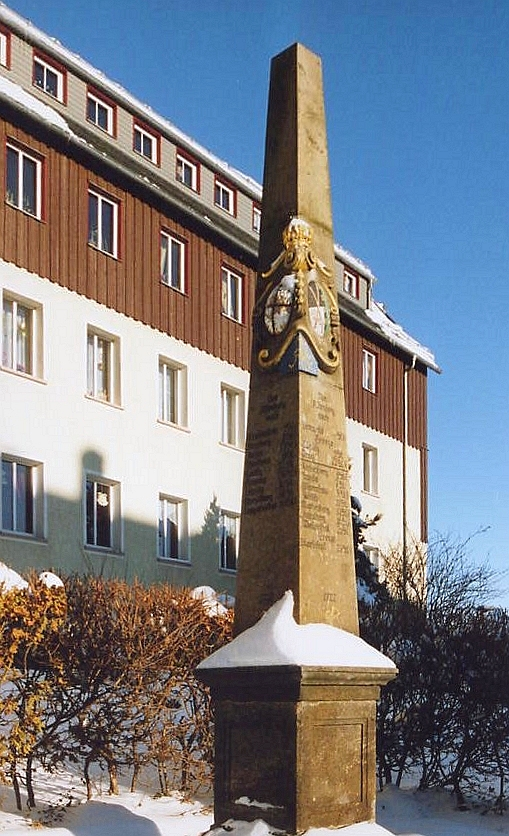
Saský poštovní milník (1722)
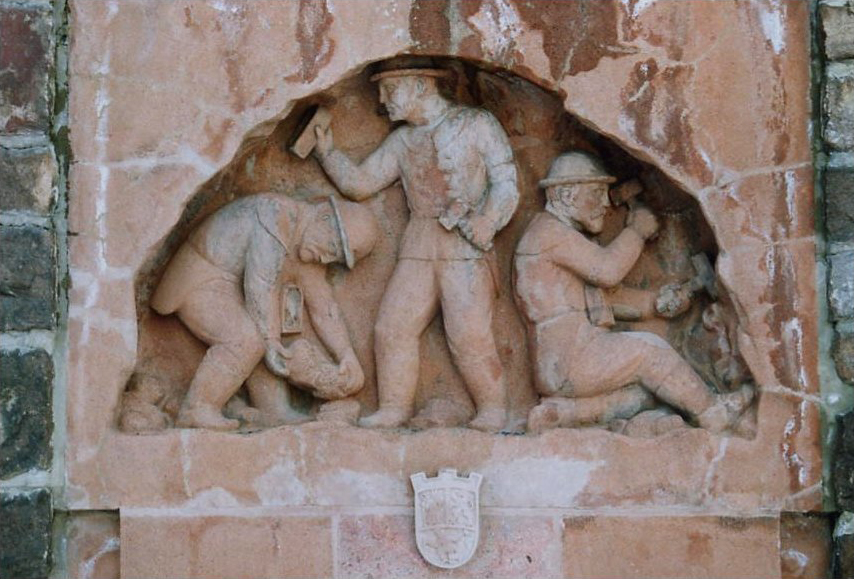
Reliéf na hornické studni
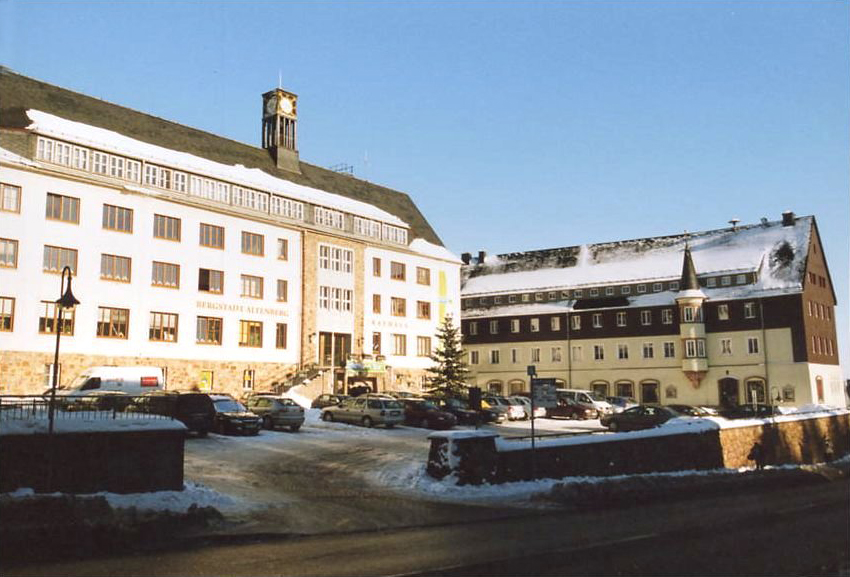
Střed města, vlevo radnice
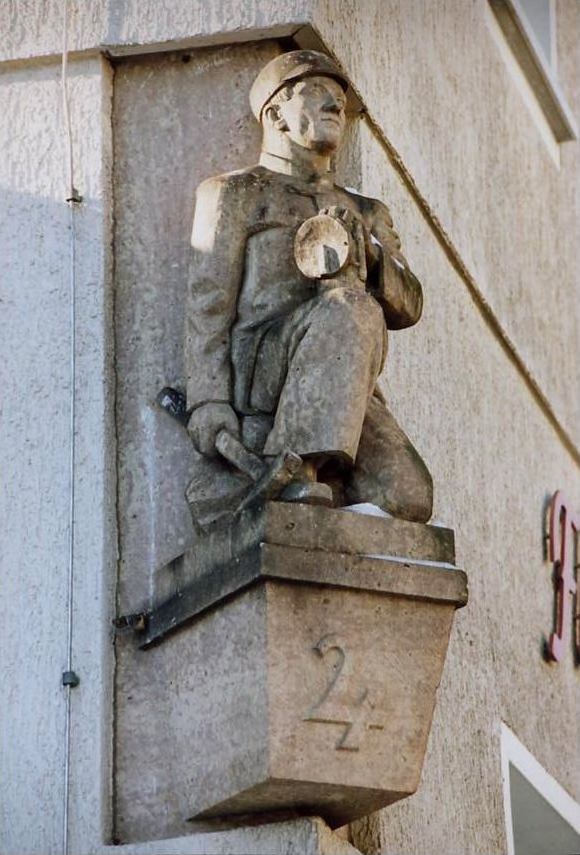
Detail domu ve středu města

- 39 – Poštovní milník a staniční milník: Při spolkové silnici B 170 stojí poštovní milník saského kurfiřtství z roku 1722. V jeho bezprostřední blízkosti pak staniční milník, tentokrát již saského království, postavený v letech 1860/61. Oba tyto milníky sloužily k vyznačení poštovních směrů.
- 40 – Römerova šachta: Nové propady terénu v oblasti pinky vyvolaly počátkem 19. století potřebu vyhloubit novou hlavní dobývací šachtu. Proto byla od roku 1837 ražena šachta pojmenovaná po radním horní komise jménem Jobst Christoph von Römer. Byla to poslední hlavní šachta hloubená přímo v altenberském nalezišti cínu. Těžba z šachty hluboké 237 metrů započala roku 1850 a zvýšila se tím významně produktivita. Römerova šachta sloužila těžbě rudy až do zřízení šachty Arno-Lippmannovy v roce 1963 (viz zastavení 49), pak se ještě používala až do roku 1992 jako větrací. Její charakteristická těžní věž musela být stržena již roku 1989, protože hrozilo její zřícení.
- 41 – Pomník Maxe Nackeho: Pomník postavený v roce 1964 připomíná známého krušnohorského lidového zpěváka a básníka Maxe Nackeho (* 26. dubna 1883, † 8. srpna 1958). Nacke, pocházející z hornické rodiny byl zakladatelem Nackeho tria, které bylo známé i mimo vlastní kraj.
- 42 – Altenberský kostel: Starý kostel postavený v roce 1878 byl zničen v posledních dnech druhé světové války (viz zastavení 38), jeho trosky byly pak odklizeny v 50. letech. Teprve v roce 1984 bylo rozhodnuto o stavbě nového kostela. Ten byl vysvěcen v prosinci 1991 po dvou letech stavby. Jeho věž vysoká 34 m se stala novou dominantou města.
- 43 – Pomník lyžařů: Pomník, který dnes stojí na nádraží, byl odhalen v říjnu 1931. Původně stál vedle základní školy. Pomník má dokumentovat význam Altenbergu jako zimního střediska východních Krušných hor.
- 44 – Nádraží: Altenberg je od roku 1923 konečnou stanicí dráhy v údolí Müglitz, vedoucí z Heidenau. Staniční budova byla postavena koncem 30. let při přestavbě tratě z úzkokolejky na normální rozchod. Považuje se za nejhezčí staniční budovu této tratě.
- 45 – Šibeniční rybníky: Velký a malý šibeniční rybník byly vybudovány v polovině 16. století (pravděpodobně 1550-53). Voda z rybníků sloužila mj. k pohonu důlních výtahů, rybníky zadržovaly vodu a poskytovaly dostatečný a trvalý přísun vody pro prádla rudy. Tyto rybníky, ležící v nadmořské výšce 790 m, jsou nejvýše položenými umělými nádržemi v Krušných horách. Jejich jméno je odvozeno od šibenice, která zde kdysi stávala.
- 46 – Neugraben (Nový příkop): Nový příkop, který je dlouhý 7 km, tvoří spolu s Quergraben (příčným příkopem) (viz zastavení 47) součást systému umělých příkopů o celkové délce 30 km, který byl vybudován pro přívod vody do Šibeničních rybníků (viz zastavení 45). Soustava vybudovaná v letech 1550-59 svádí povrchové vody z kopce Kahleberg a Georgenfeldského rašeliniště.

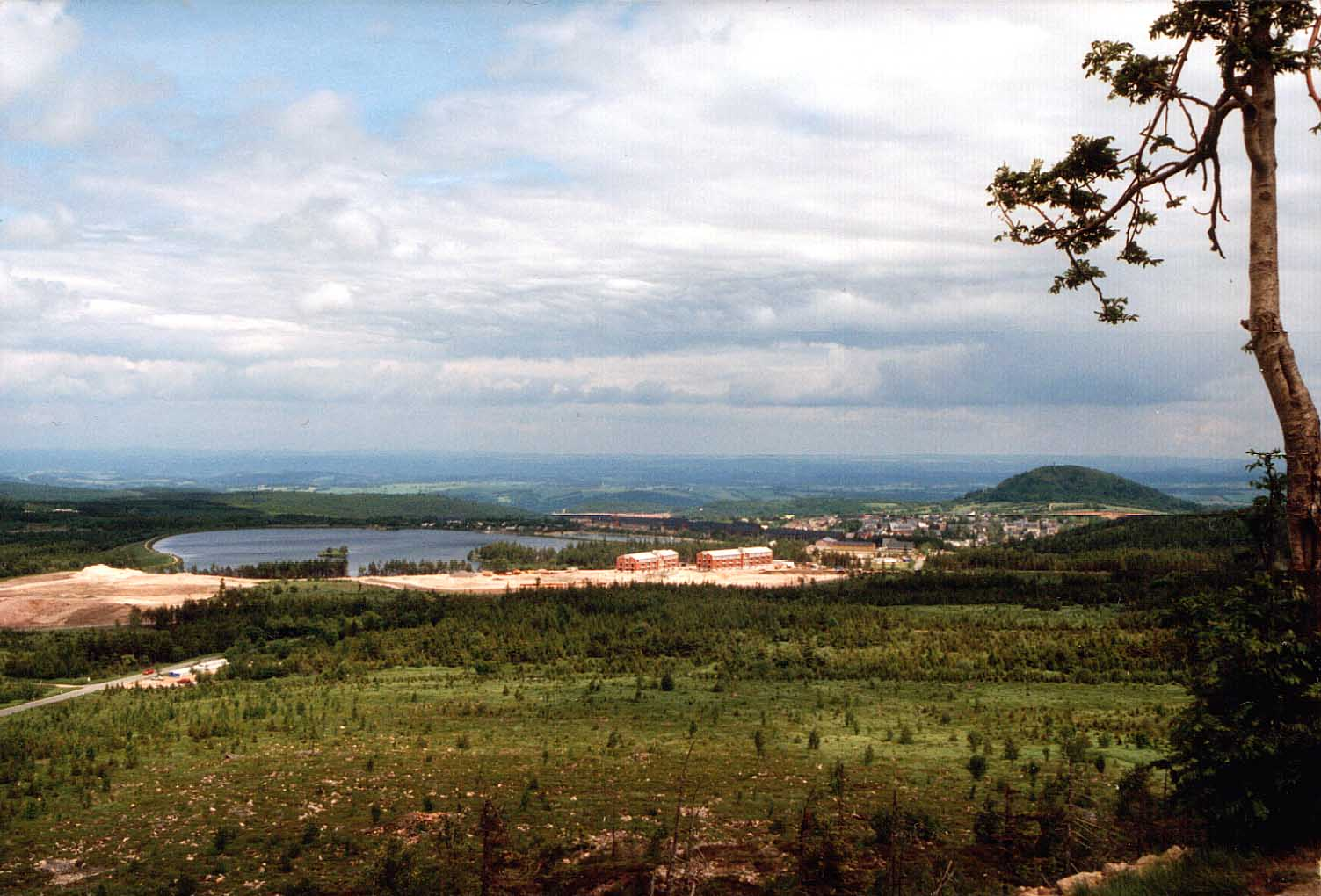
Pohled na šibeniční rybníky
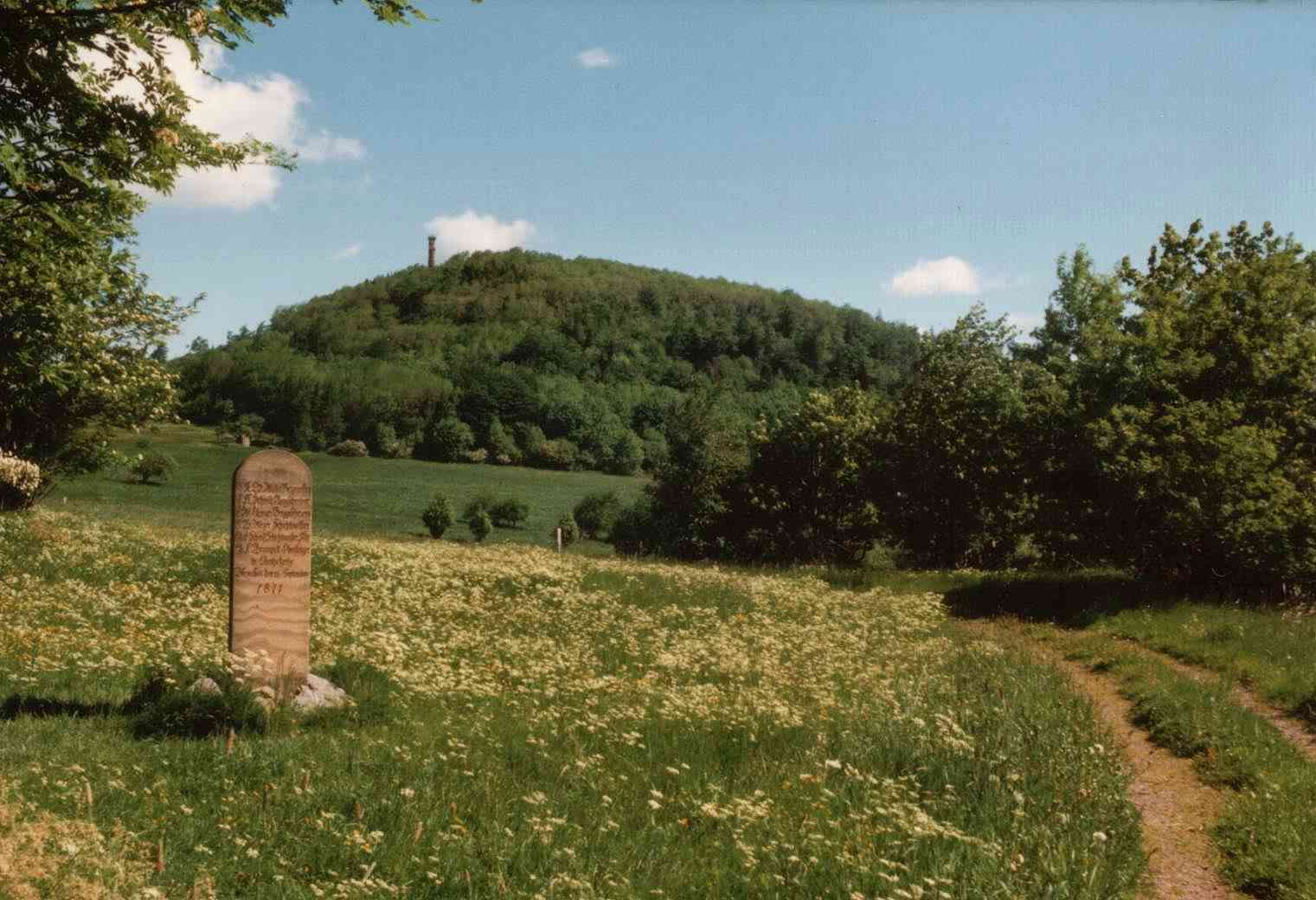
Hraniční kámen důlních revírů
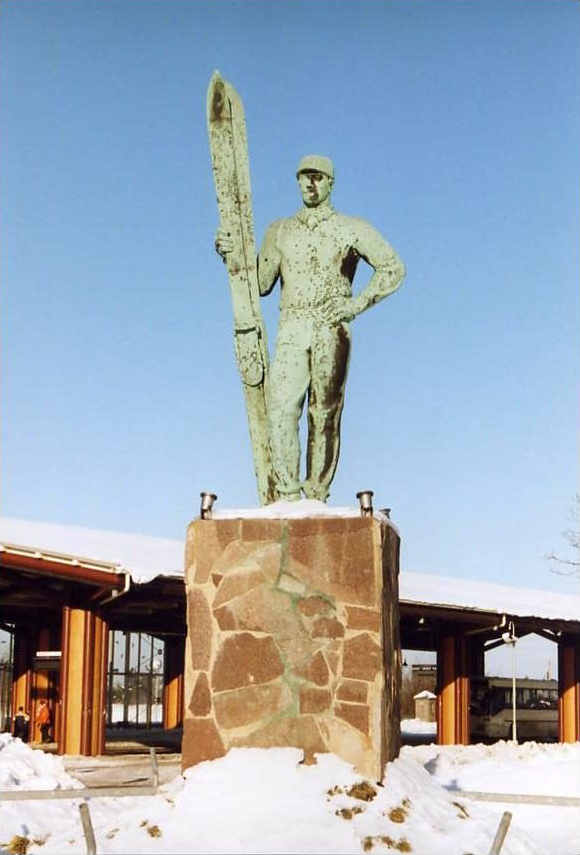
Pomník lyžařů

- 47 – Quergraben (Příčný příkop): Také Quergraben o délce 3 km byl vyhlouben mezi léty 1550 a 1559 pro napájení Šibeničních rybníků (viz zastavení 45).
- 48 – Rybníky Walkteiche: Tyto umělé rybníky byly pravděpodobně zřízeny již kolem roku 1450. Jejich voda se používala k pohonu důlních zařízení.
- 49 – Šachta Arno Lippmanna: Pokračující odtěžování propadlé masy v pince (zastavení 34) tuto jámu stále rozšiřovalo a prohlubovalo. Aby se dlouhodobě mohlo dosáhnout plánované těžby 1 milionu t surové rudy ročně, bylo nutné vyrazit novou dobývací štolu v patřičné vzdálenosti od dosavadního naleziště, ohroženého propadem. Proto bylo od roku 1952 ražena nová centrální šachta bezprostředně u silnice B 170. Tato šachta o hloubce 296,7 m vyřadila v roce 1963 Römerovu šachtu (zastavení 40) a byla v roce 1966 pojmenována po cínoveckém antifašistovi Arno Lippmannovi. Lippmannova šachta zůstala v provozu až do zastavení těžby v roce 1991. Za tu dobu se z ní vytěžilo 19 milionu t surové rudy. V průběhu sanace altenberských těžebních polí byla štola zaplombována, její ústřední budova s těžní věží vysokou 40 m se nyní využívá jako součást hospodářského parku Europapark Altenberg.
- 50 – Schwarzer Teich (Černý rybník): Černý rybník byl vybudován již v prvním období těžby cínu v Altenbergu v 15. století. Sloužil k zásobování prádel rudy vodou.
- 51 – Aschergraben (popelářský příkop): Tento umělý příkop, vyhloubený mezi roky 1452 a 1458 patří k mistrovským technickým dílům raného období altenberského hornictví. Příkop dlouhý 7,4 km se sklonem až 0,6 % přiváděl z hřebene hor západně od Zinnwaldu vodu pro provoz altenberských prádel rudy a tavicích zařízení.
- 52 – Goethův pomník: Ve dnech 10. až 12. července 1813 podnikl Johann Wolfgang von Goethe výlet do Zinnwaldu a Altenbergu. Poté, co si prohlédl zinnwaldské haldy, prošel 11. července cestou podél příkopu Aschergraben do Altenbergu. Goethe to sám popisuje takto: Pak jsme doputovali k hornickému příkopu, kudy je tato voda z hor, přitékající od prádel, vedena do Altenbergu. Pokračuje nadále po horském hřebenu a cesta je velmi příjemná, protože je po celé délce lemována stromy.[1]Pomník byl postaven v roce 1913 v upomínku na Goethovu návštěvu na Aschergraben.
- 53 – Historická bobová dráha: Bobová dráha s přírodním ledem byla pod Aschergraben postavena v letech 1907/08, v letech 1910/12 byla prodloužena až na 2200 m. K závodění se používala do roku 1930.

### Zinnwald-Georgenfeld
Hornickou činnost na hřebeni východních Krušných hor lze z písemných dokumentů sledovat od roku 1378. Místní ložiska cínu objevili a začali těžit horníci z Krupky. Ti také celému horskému areálu, rozprostírajícímu se na severozápad od Krupky až po Moldavu, dali jméno Cynwald. Později přešlo toto jméno na obě sousedící hornické osady, saský Zinnwald (dnes Zinnwald-Georgenfeld) a český Zinnwald (dnes Cínovec). V obou místech byla těžba postupně s konečnou platností zastavena; v saské části v letech 1945/46 a v české části v roce 1990. Z důvodu nižších zásob rudy a politického rozdělení obou nalezišť nemohla těžba nikdy dosáhnout takového rozsahu jako v sousedním Altenbergu.

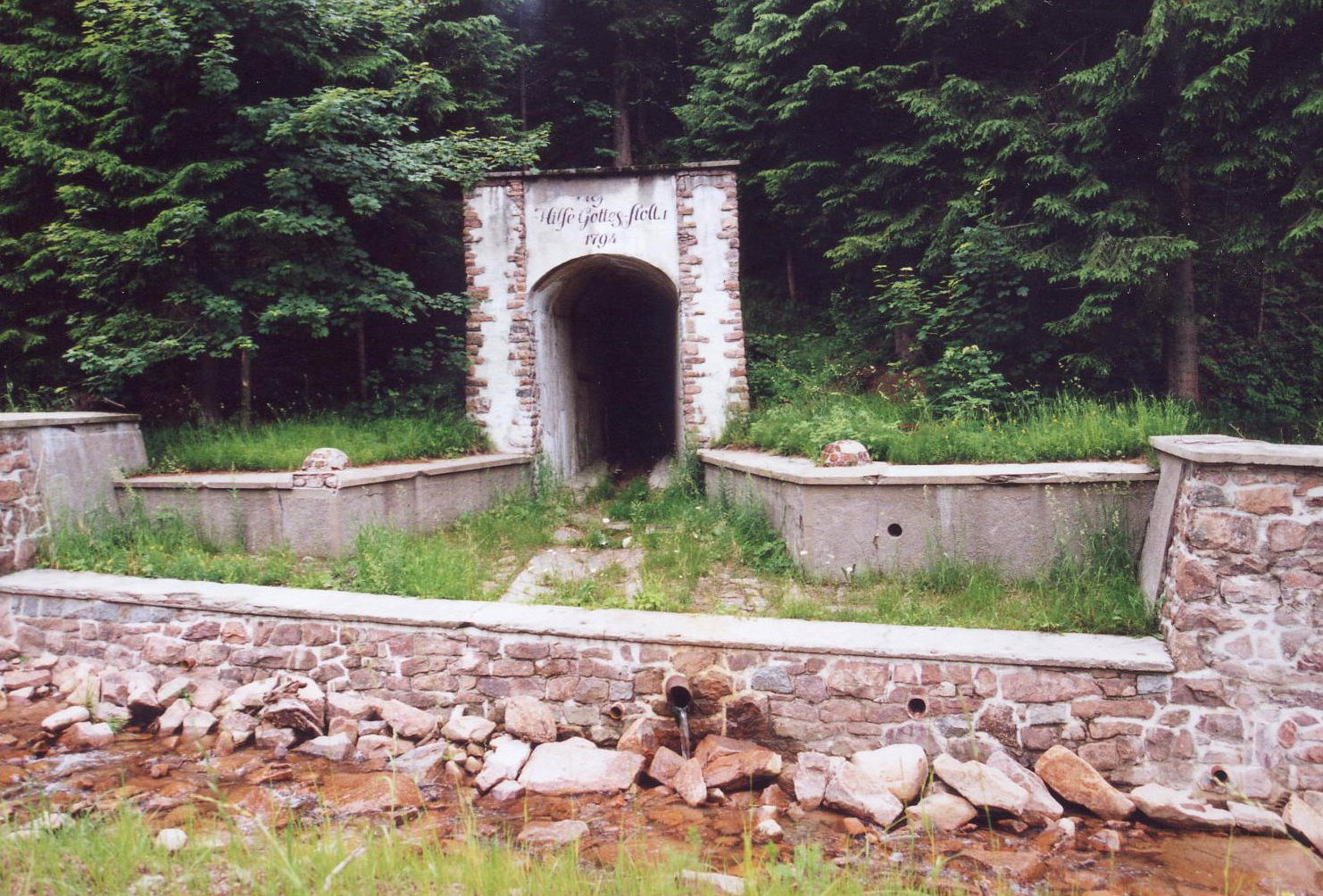
Vstup do štoly Tiefer-Hilfe-Gottes

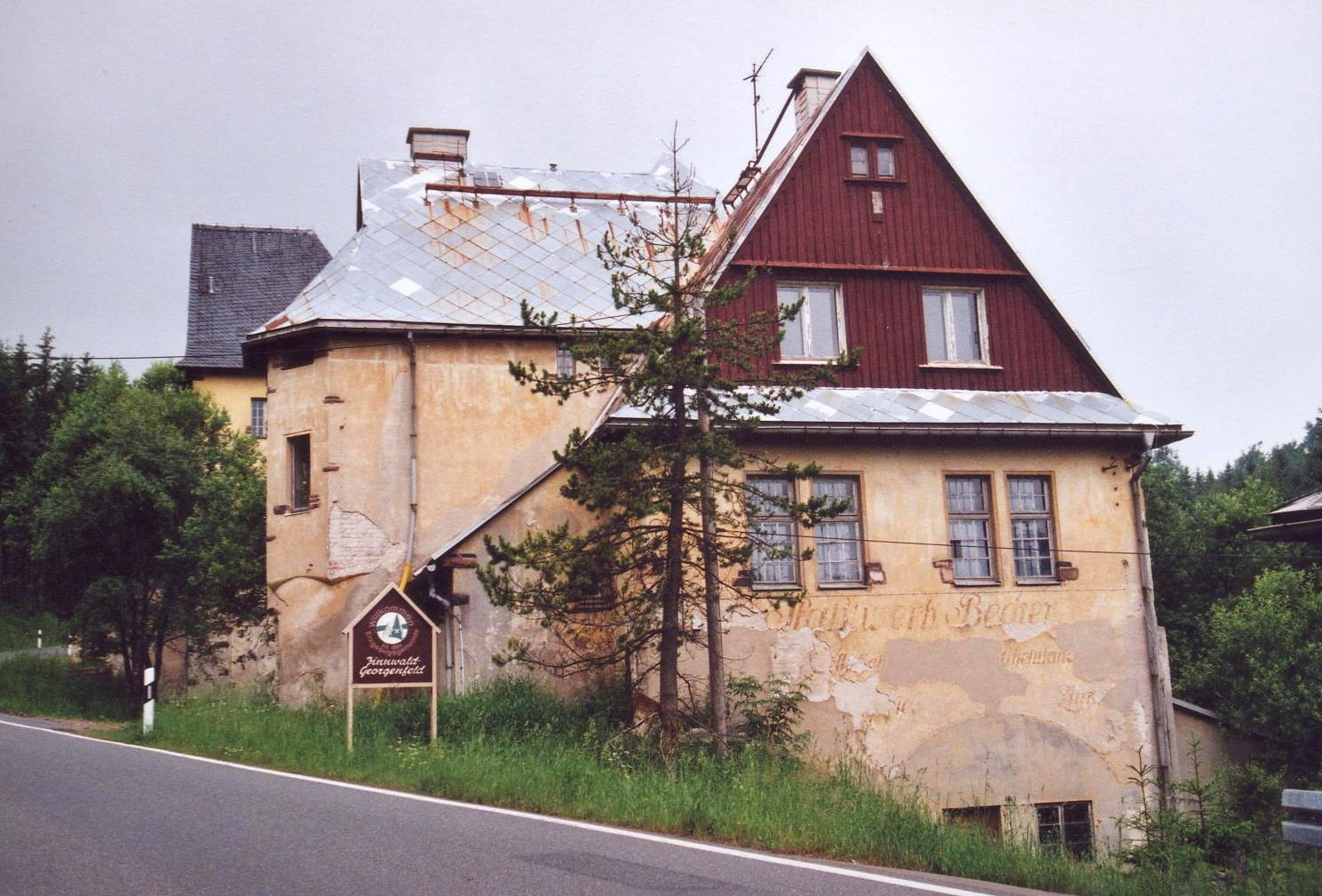
Zbytky úpravárenského zařízení firmy Stahlwerke Becker AG

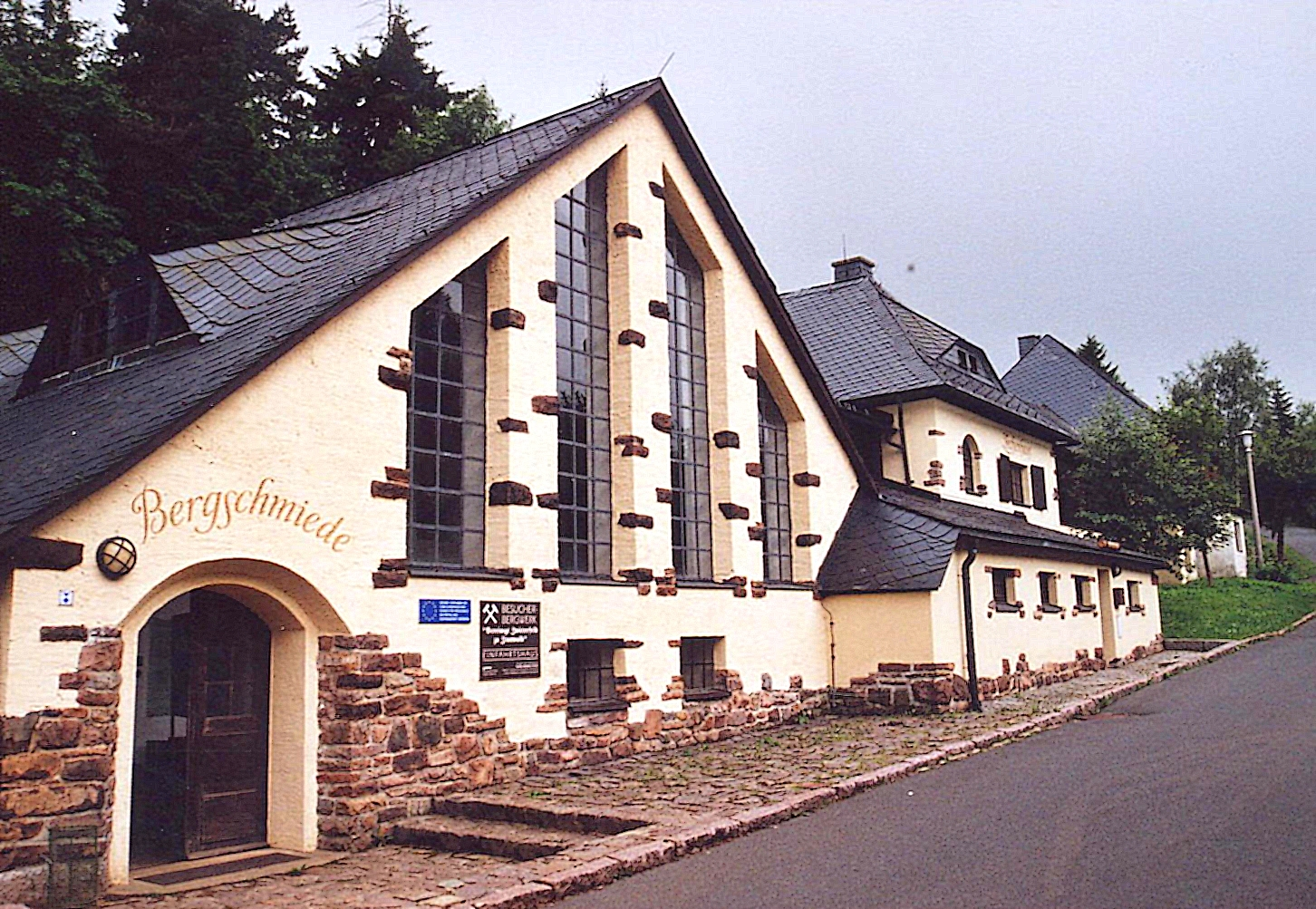
Prohlídkový důlní závod Zinnwald

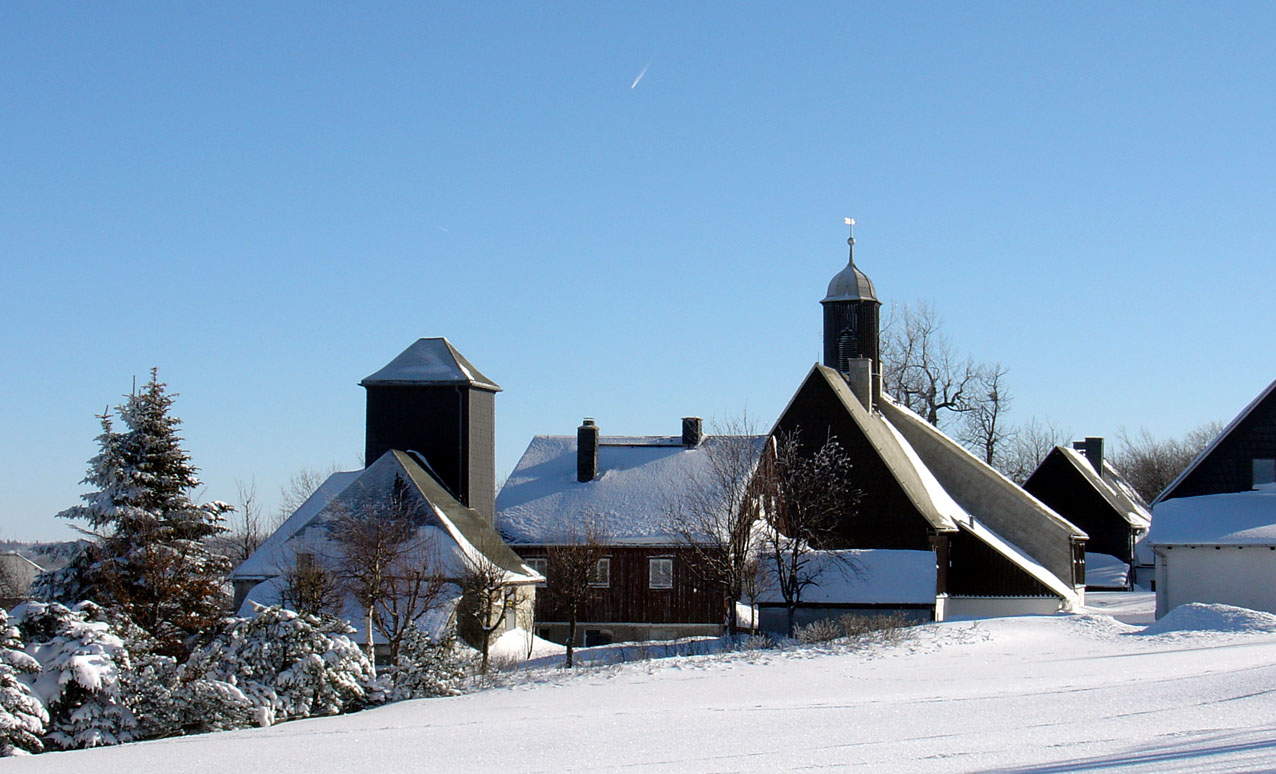
Muzeum Huthaus

- 54 – Pískové haldy vznikaly od roku 1917 jako výsypka odpadů z těžby rudy.
- 55 – Štola Tiefer-Hilfe-Gottes byla ražena v letech 1801-68. Jakožto nejhlubší štola revíru odvodňovala jámy ležící pod štolou Tiefen-Bünau (zastavení 57).
- 56 – Firma Stahlwerk Becker AG z Willichu převzala v roce 1915 těžní a úpravárenská zařízení a provedla rozsáhlé práce k jejich rozšíření. Zpracování rudy bylo mechanizováno a rozsáhle se začala používat elektřina. Některé pozůstatky úpravárenských zařízení lze ještě vidět podél silnice do Geisingu.
- 57 – Prohlídkový důlní závod Zinnwald vznikl ze štoly Tiefen Bünau, pocházející z poloviny 16. století. Štole pojmenovaná po šlechtickém rodu von Bünau sloužila k odvodňování a používala se k fárání i dopravě. V roce 1992 zde byla zřízena rozsáhlá expozice pro návštěvníky. Téměř tříkilometrový okruh vede vypálenými chodbami cínového dolu, které patří k největším přístupným chodbám svého druhu v celém Krušnohoří.
- 58 – Pelsovo prádlo a pískové haldy vznikly hornickou činností obchodníků s kovy Siegfrieda a Alberta Pelsových z Hamburku. Ti vybudovali v roce 1904 novou otvírkovou chodbu na nalezišti Gnade Gottes (Milosti Boží). Vedle vyhloubení šachty Rosa-Pels a rozšíření štoly Josef bylo také postaveno na tehdejší dobu moderní úpravárenské zařízení.

- 59 – Hostinec Sächsischer Reiter: Tento hostinec, postavený v roce 1697 uprostřed obce, byl v Zinnwaldu nejoblíbenějším cílem. Jeho nejznámějším hostem byl Goethe, který zde přenocoval ve dnech 10. – 12. července 1813 při výletu k cínovým dolům v Altenbergu a Zinnwaldu. Jeho pobyt připomíná pamětní deska na domě. Hostinec je však od roku 1990 prázdný a rozpadá se.
- 60 – Bouda nad šachtou Commun: Na přístupové cestě k muzeu Huthaus (zastavení 61) se nachází šachta Commun, vyhloubená již ve středověku, která hloubkou 29,7 m sahá až k šachtě Oberen Bünau, dědičné štole z 16. století. Nad šachtou byla postavena v roce 1985 replika krycí boudy s ručním vrátkem. Takové boudy na povrchu se v oblasti používaly do roku 1922.
- 61 – Muzeum Huthaus: Vlastivědné a hornické muzeum je umístěno v bývalé kovárně z roku 1756, kterou od roku 1842 používalo sdružení Vereinigt Zwitterfeld Fundgrube jako sklad nářadí a nocležnu. Po sloučení zinnwaldských cechů se budova v roce 1853 stala majetkem sdružení Vereinigt Zwitterfeld und Erbstolln, které ji přestavělo na hlavní správní budovu a pojmenovalo ji podle nedalekého dolu Reicher Trost (útěcha). Budova je památkově chráněna již od roku 1913. V roce 1983 zde bylo zřízeno místní vlastivědné muzeum. Jeho expozice informuje především o vývoji těžby cínu a o každodenním životě horníků.
- 62 – Evangelický kostel: Protestantští exulanti, kteří z důvodu víry uprchli v 17. a 18. století z české části Zinnwaldu, neměli nejprve svůj vlastní stánek boží. Evangelická obec věřících v Zinnwald-Georgenfeldu patřila až do začátku 20. století ke kostelu v Geisingu. Teprve v letech 1908/09 byl v Zinnwaldu postaven kostel jako protipól ke katolickému kostelu v českém Zinnwaldu. O tři roky později získala farnost nezávislost na Geisingu. Stavební sloh kostela svými zdmi, masivní věží a daleko přesahující střechou se přizpůsobuje drsnému podnebí na hřebeni Krušných hor.
- 63 – Hraniční kámen z roku 1673: Před muzeem Huthaus (zastavení 61) stojí originál hraničního kamene, který odděloval panství rodu von Bünau z Lauensteinu (bünovský znak s hlavou levharta) od panství Šternberků v Krupce (znak se zlatou hvězdou) a území kurfiřtského úřadu v Altenbergu (saský znak se zkříženými meči). Zinnwaldská naleziště se rozprostírala na těchto třech územích, přičemž asi dvě třetiny ležely v Čechách. Hraniční kámen byl osazen v souvislosti s geodetickým vyměřením pro založení exulantského sídliště Georgenfeld (zastavení 64). Toto rozdělení zinnwaldských nalezišť do několika panství bránilo velkokapacitnímu dolování a bylo podstatným důvodem, proč se těžba v Zinnwaldu nikdy nerozvinula do takového měřítka jako v sousedním Altenbergu.
- 64 – Zřízení exulantského sídliště Georgenfeld povolil v roce 1671 na žádost horního úřadu Altenberg kurfiřt Johann Georg II. von Sachsen. Protestantští exulanti ze sousední české části Zinnwaldu se pak mohli usídlovat podél hranice na poli sv. Jiřího (Georgenfeld). Většina těchto uprchlíků z důvodu víry však nadále pracovala v dolech na české straně.

### Český Cinvald (Cínovec)

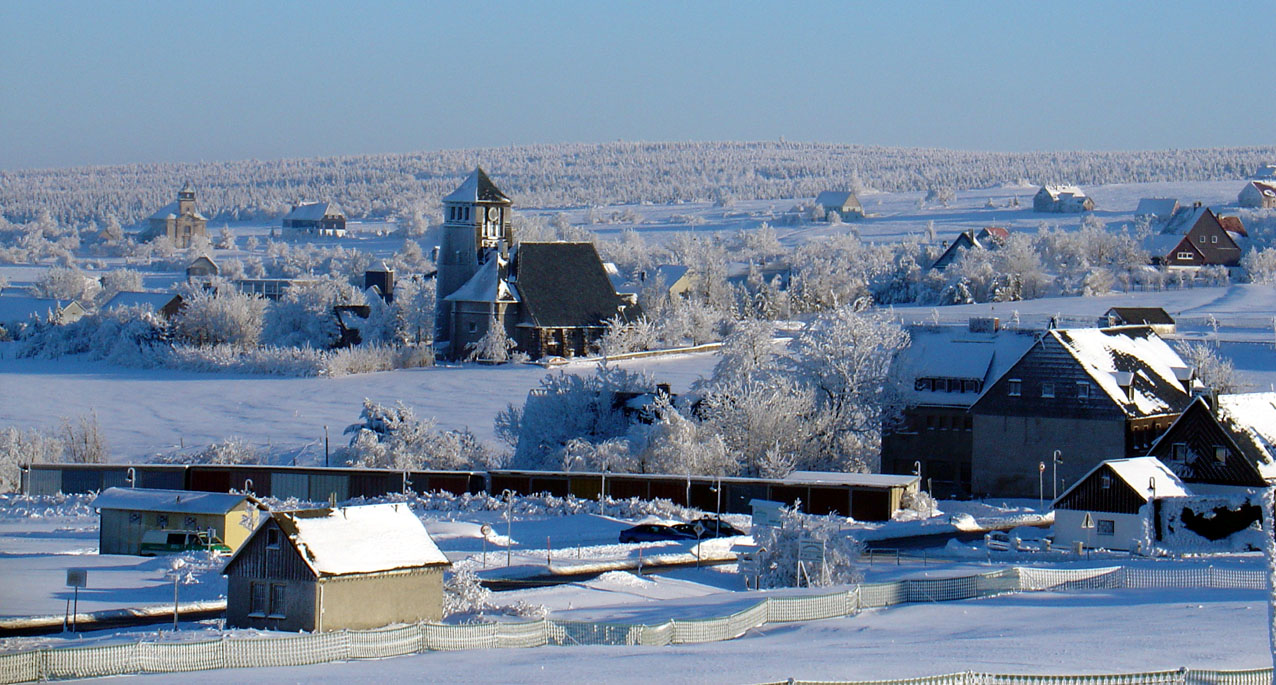
Kostely v Zinnwaldu a Cínovci v zimě

- 65 – Militärschacht (vojenská šachta) vznikla v roce 1915 rozšířením šachty Köppenschacht s cílem modernizovat a centralizovat důlní provoz v českém Cínovci.
- 66 – Katolický kostel byl v roce 1728 založen během protireformace jako samostatná farnost.
- 67 – Dlouhý rybník byl vybudován v roce 1787 jako umělá vodní nádrž dodávající vodu pro úpravu rudy na české straně.
- 68 – Na Cínoveckém hřbetě (880 m n. m.) , nazývaném též Mrtvé dítě, bylo nalezeno mrtvé děvčátko, proto se tomuto místu dříve říkalo U mrtvého dítěte.

### Přední Cínovec
- 69 – Přední Cínovec byl založen v 15./16. století horníky z Krupky.
- 70 – Loupežník (757 m n. m.) je útvar na zalesněném jihozápadním svahu Lysé hory na hřebeni Krušných hor. Tato kupa je ohraničena příkopem. Již v roce 1904 se zde prováděly archeologické vykopávky. Další výzkum v roce 1976 přinesl nové nálezy jako keramické střepy, železné předměty (hřebíky, podkovy, klíny a šípy) a také odlévací formu na cínové tyče, připravenou z červeného pískovce. Keramické nálezy ukazují na osídlení od druhé poloviny 14. století do začátku 15. století.

## Tento projekt sponzorovali
- Iniciativa EU Interreg III A
- Euroregion Elbe-Labe
- Ostsächsische Sparkasse Dresden

Navíc bylo již v letech 1997-2000 proinvestováno asi 1,6 milionu € v rámci programu EU Interreg II a PHARE/CBC do údržby a shromažďování hornických památek v horní části východních Krušných hor.